# Liste des chevaliers de la Jarretière
Le nobilissime ordre de la Jarretière a été fondé en 1348 par Édouard III.
Ci-dessous se trouve la liste des membres de l'ordre, c’est-à-dire les chevaliers compagnons, les dames compagnons, les chevaliers et dames surnuméraires. Les femmes qui furent associées à l'ordre mais n'en furent pas membres ne sont pas listées ici.

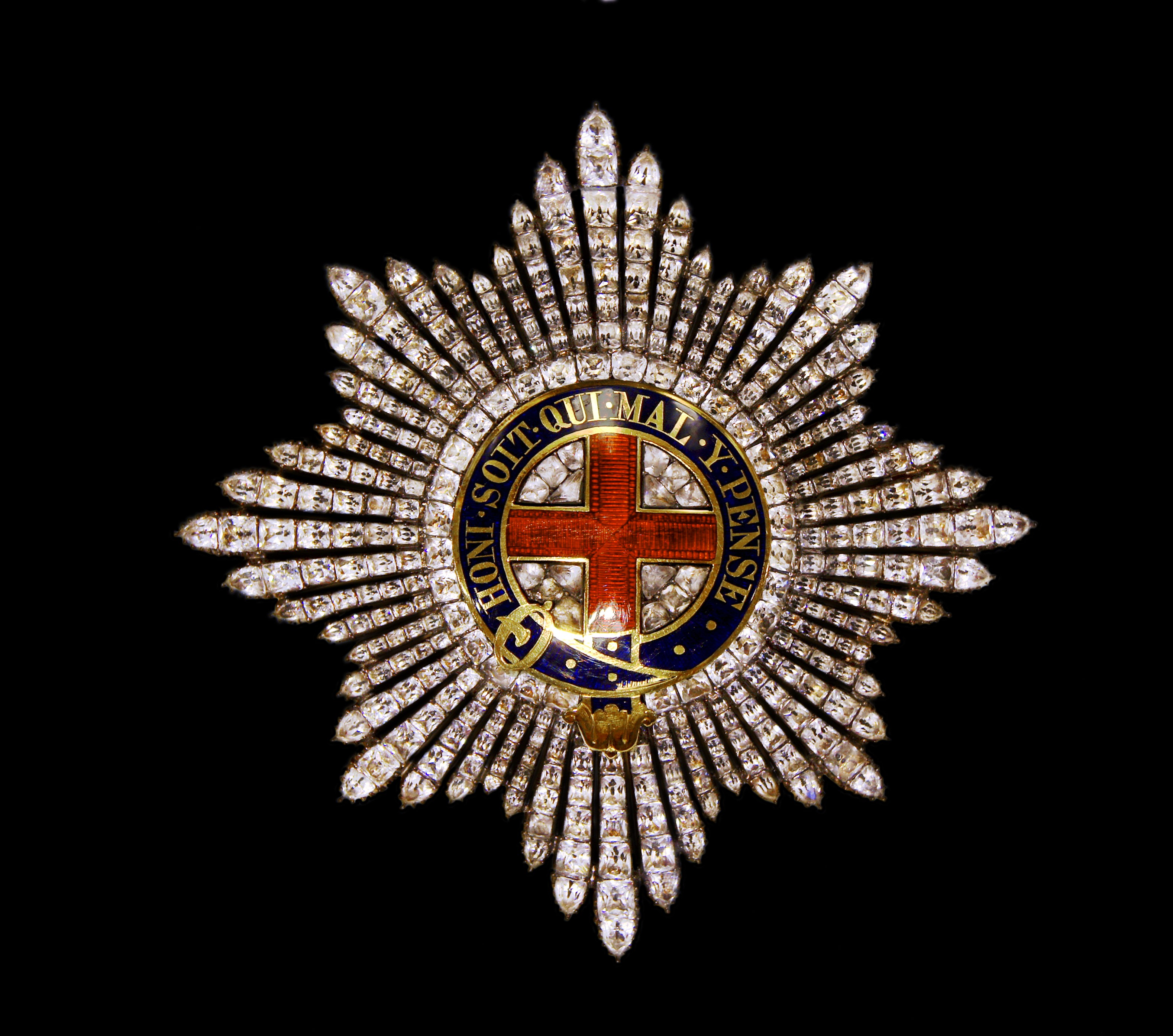
Plaque des
chevalier de la Jarretière

| Légende : N° = numéro de brevet ; Vie = dates de vie ; Date = date d'investiture, ou d'élection si chevalier non investi ; Notes = dev. est l'abréviation de devint. ███ Princes de Galles. ███ Membres de la famille royale anglaise puis britannique. | ███ Monarques étrangers. Ils sont chevaliers surnuméraires. Depuis 1987, les femmes peuvent être dames compagnons (l'équivalent de chevalier). Elles sont listées ici contrairement aux Dames de la Jarretière. |

## Chevaliers fondateurs
| N° | Nom                                       | Vie          | Date | Notes                           |
| -- | ----------------------------------------- | ------------ | ---- | ------------------------------- |
| 1  | Édouard, prince de Galles                 | 1330-1376    | 1348 |                                 |
| 2  | Henri de Grosmont, 1er comte de Derby     | v. 1310-1361 | 1348 | dev. duc de Lancastre           |
| 3  | Thomas de Beauchamp, 11e comte de Warwick | 1314-1369    | 1348 |                                 |
| 4  | Jean de Grailly, captal de Buch           | 1330-1376    | 1348 |                                 |
| 5  | Ralph de Stafford, 2e baron Stafford      | 1301-1372    | 1348 | dev. comte de Stafford          |
| 6  | William Montagu, 2e comte de Salisbury    | 1328-1397    | 1348 |                                 |
| 7  | Roger Mortimer, 2e comte de March         | 1328-1360    | 1348 |                                 |
| 8  | John de Lisle, 1er baron Lisle            | 1319-1356    | 1348 |                                 |
| 9  | Bartholomew de Burghersh                  | † 1369       | 1348 | dev. baron Burghersh            |
| 10 | John de Beauchamp                         | 1316-1360    | 1348 | dev. baron Beauchamp            |
| 11 | John de Mohun, 2e baron Mohun             | v. 1320-1375 | 1348 |                                 |
| 12 | Hugues de Courtenay                       | 1327-1348    | 1348 |                                 |
| 13 | Thomas Holland                            | 1314-1360    | 1348 | dev. 1er comte de Kent          |
| 14 | John Grey, 1er baron Grey de Rotherfield  | 1300-1359    | 1348 |                                 |
| 15 | Richard FitzSimon                         | † 1349       | 1348 |                                 |
| 16 | Miles Stapleton                           | † 1364       | 1348 |                                 |
| 17 | Thomas de Wahull                          | † 1352       | 1348 |                                 |
| 18 | Hugh Wrottesley                           | † 1381       | 1348 |                                 |
| 19 | Neil Loring                               | † 1386       | 1348 |                                 |
| 20 | John Chandos                              | v.1320-1369  | 1348 | dev. vicomte de Saint-Sauveur   |
| 21 | James Audley                              | v. 1318-1369 | 1348 |                                 |
| 22 | Otho Holland                              | v. 1316-1359 | 1348 | frère de Thomas Holland (no 13) |
| 23 | Henry d'Esme                              | † 1359       | 1348 |                                 |
| 24 | Sanchet d'Abrichecourt                    | v. 1330-1359 | 1348 |                                 |
| 25 | Walter de Paveley                         | † 1375       | 1348 |                                 |

## XIVesiècle
| N°  | Nom                                              | Vie          | Date    | Notes                                               |
| --- | ------------------------------------------------ | ------------ | ------- | --------------------------------------------------- |
| 26  | William FitzWarin                                | † 1361       | v. 1348 |                                                     |
| 27  | Robert d'Ufford, 1er comte de Suffolk            | 1298-1369    | v. 1348 |                                                     |
| 28  | Guillaume de Bohun, 1er comte de Northampton     | v. 1310-1360 | 1350    |                                                     |
| 29  | Reginald de Cobham, 1er baron Cobham             | v. 1295-1361 | 1352    |                                                     |
| 30  | Richard de La Vache                              | † 1366       | 1356    |                                                     |
| 31  | Thomas Oughtred, 1er baron Oughtred              | 1292-1365    | 1358    |                                                     |
| 32  | Wauthier de Masny, 1er baron Manny               | v. 1310-1372 | 1359    |                                                     |
| 33  | Frank van Hallen                                 | † 1375       | 1359    |                                                     |
| 34  | Thomas d'Ufford                                  | † 1367       | 1360    |                                                     |
| 35  | Lionel d'Anvers, 1er comte d'Ulster              | 1338-1368    | v. 1361 | dev. duc de Clarence                                |
| 36  | Jean de Gand                                     | 1340-1399    | v. 1361 | dev. duc de Lancastre                               |
| 37  | Edmond de Langley                                | 1341-1402    | v. 1361 | dev. duc de York                                    |
| 38  | Édouard le Despenser, 1er baron le Despenser     | 1336-1375    | v. 1361 |                                                     |
| 39  | John de Sully                                    | v. 1283-1388 | v. 1361 |                                                     |
| 40  | William Latimer, 4e baron Latimer                | 1330-1381    | 1361    |                                                     |
| 41  | Humphrey de Bohun, 7e comte d'Hereford           | 1342-1373    | 1365    |                                                     |
| 42  | Enguerrand VII de Coucy                          | 1340-1397    | 1365    | dev. comte de Bedford                               |
| 43  | Henry Percy                                      | 1341-1408    | v. 1366 | dev. comte de Northumberland; poss. dégradé en 1407 |
| 44  | Ralph Basset, 4e baron Basset de Drayton         | 1335-1390    | v. 1368 |                                                     |
| 45  | Richard de Pembrugge                             | † 1375       | v. 1368 |                                                     |
| 46  | John Neville, 3e baron Neville de Raby           | v. 1337-1388 | 1369    |                                                     |
| 47  | Robert de Namur                                  | † 1392       | 1369    |                                                     |
| 48  | Jean de Hastings, 2e comte de Pembroke           | 1347-1375    | 1369    |                                                     |
| 49  | Thomas de Grandison                              | † 1375       | 1369    |                                                     |
| 50  | Guy de Bryan, 1er baron Bryan                    | † 1390       | v. 1370 |                                                     |
| 51  | Guichard d'Angle, comte d'Huntingdon             | † 1380       | 1372    |                                                     |
| 52  | Alain de Buxhall                                 | † 1381       | 1372    |                                                     |
| 53  | Thomas de Beauchamp, 12e comte de Warwick        | v. 1338-1401 | 1373    | prob. dégradé en 1397 ; puis restauré en 1400       |
| 54  | Jean IV de Bretagne                              | 1339-1399    | 1375    |                                                     |
| 55  | Thomas Banastre                                  | † 1379       | 1375    |                                                     |
| 56  | William d'Ufford, 2e comte de Suffolk            | † 1382       | 1375    |                                                     |
| 57  | Hugh Stafford, 2e comte de Stafford              | v. 1342-1386 | 1375    |                                                     |
| 58  | Thomas Holland, 2e comte de Kent                 | v. 1350-1397 | 1376    |                                                     |
| 59  | Thomas Percy                                     | v. 1343-1403 | 1376    | dev. comte de Worcester                             |
| 60  | William Beauchamp                                | v. 1343-1411 | 1376    | dev. baron Bergavenny                               |
| 61  | Richard, prince de Galles                        | 1367-1400    | 1377    | dev. Richard II d'Angleterre                        |
| 62  | Henri Bolingbroke, comte de Derby                | 1366-1413    | 1377    | dev. Henri IV d'Angleterre                          |
| 63  | John de Burley                                   | † 1383       | 1377    |                                                     |
| 64  | Louis de Clifford                                | † 1404       | 1377    |                                                     |
| 65  | Bermond Arnaud de Preissac                       | † 1385       | 1379    |                                                     |
| 66  | Thomas de Woodstock, 1er comte de Buckingham     | 1355-1397    | 1380    | dev. duc de Gloucester                              |
| 67  | Thomas de Felton                                 | † 1381       | 1381    |                                                     |
| 68  | Jean Holland                                     | v. 1352-1400 | 1381    | dev. duc d'Exeter                                   |
| 69  | Simon de Burley                                  | † 1388       | 1381    |                                                     |
| 70  | Bryan Stapleton                                  | † 1394       | 1381    |                                                     |
| 71  | Richard de Burley                                | † 1387       | 1382    |                                                     |
| 72  | Thomas Mowbray, 1er comte de Nottingham          | 1366-1399    | 1384    | dev. duc de Norfolk                                 |
| 73  | Robert de Vere, 9e comte d'Oxford                | 1362-1392    | 1384    | dev. duc d'Irlande; dégradé en 1388                 |
| 74  | Richard FitzAlan, 4e comte d'Arundel             | v. 1346-1397 | 1386    |                                                     |
| 75  | Nicholas de Sarnesfield                          | † 1395       | 1386    |                                                     |
| 76  | Édouard, comte de Rutland                        | 1373-1415    | 1387    | dev. duc d'York                                     |
| 77  | Henry Percy                                      | 1364-1403    | 1388    |                                                     |
| 78  | John Devereux, 2e baron Devereux                 | † 1393       | 1388    |                                                     |
| 79  | Peter Courtenay                                  | † 1405       | 1388    |                                                     |
| 80  | Thomas le Despenser, 2e baron le Despenser       | 1373-1400    | v. 1388 | dev. comte de Gloucester                            |
| 81  | Guillaume Ier, duc de Gueldre                    | † 1402       | 1390    |                                                     |
| 82  | Guillaume IV, comte d'Hollande                   | 1365-1417    | 1390    |                                                     |
| 83  | John Bourchier, 2e baron Bourchier               | † 1400       | 1392    |                                                     |
| 84  | John Beaumont, 4e baron Beaumont                 | 1361-1396    | 1393    |                                                     |
| 85  | William le Scrope                                | v. 1350-1399 | 1394    | dev. comte de Wiltshire                             |
| 86  | William Arundel                                  | † 1400       | v. 1395 |                                                     |
| 87  | Jean Beaufort, 1er comte de Somerset             | v. 1373-1410 | 1396    |                                                     |
| 88  | Thomas Holland, 3e comte de Kent                 | 1372-1400    | 1397    | dev. duc de Surrey                                  |
| 89  | John Montagu, 3e comte de Salisbury              | v. 1350-1400 | 1397    |                                                     |
| 90  | Albert Ier, duc de Bavière                       | 1336-1404    | 1397    |                                                     |
| 91  | Simon de Felbrigge                               | † 1442       | 1397    |                                                     |
| 92  | Philippe de La Vache                             | 1348-1408    | 1399    |                                                     |
| 93  | Henri, prince de Galles                          | 1386-1422    | 1399    | dev. Henri V d'Angleterre                           |
| 94  | Thomas de Lancastre                              | 1387-1421    | v. 1400 | dev. duc de Clarence                                |
| 95  | Jean de Lancastre                                | 1389-1435    | v. 1400 | dev. duc de Bedford                                 |
| 96  | Humphrey de Lancastre                            | 1390-1447    | v. 1400 | dev. duc de Gloucester                              |
| 97  | Thomas FitzAlan, 5e comte d'Arundel              | 1381-1415    | 1400    |                                                     |
| 98  | Thomas Beaufort                                  | v. 1377-1426 | 1400    | dev. duc d'Exeter                                   |
| 99  | Richard de Beauchamp, 13e comte de Warwick       | 1382-1439    | v. 1400 |                                                     |
| 100 | William Willoughby, 5e baron Willoughby d'Eresby | v. 1370-1409 | 1400    |                                                     |
| 101 | Thomas Rempston                                  | † 1406       | 1400    |                                                     |
| 102 | Jean Ier, roi de Portugal                        | 1357-1433    | 1400    |                                                     |

## XVesiècle
| N°  | Nom                                             | Vie          | Date    | Notes                                            |
| --- | ----------------------------------------------- | ------------ | ------- | ------------------------------------------------ |
| 103 | Thomas Erpingham                                | 1355-1428    | 1401    |                                                  |
| 104 | Edmond Stafford, 5e comte de Stafford           | 1377-1403    | 1402    |                                                  |
| 105 | Ralph Neville, 1er comte de Westmoreland        | v. 1364-1425 | 1402    |                                                  |
| 106 | Edmond Holland, 4e comte de Kent                | 1384-1408    | 1403    |                                                  |
| 107 | Richard Grey, 4e baron Grey de Codnor           | 1371-1418    | 1403    |                                                  |
| 108 | William de Ros, 7e baron de Ros                 | 1369-1414    | 1403    |                                                  |
| 109 | John Stanley                                    | † 1414       | 1404    |                                                  |
| 110 | Eric VII, roi de Danemark, Suède et Norvège     | 1382-1459    | 1404    |                                                  |
| 111 | John Lovell, 5e baron Lovell                    | 1341-1408    | 1405    |                                                  |
| 112 | Hugh Burnell, 2e baron Burnell                  | 1347-1420    | 1406    |                                                  |
| 113 | Edward Cherleton, 3e baron Cherleton            | 1370-1421    | v. 1407 |                                                  |
| 114 | Gilbert Talbot, 5e baron Talbot                 | v. 1383-1419 | 1408    |                                                  |
| 119 | Henry FitzHugh, 3e baron FitzHugh               | 1363-1425    | 1408    |                                                  |
| 116 | Robert Umfraville                               | 1363-1437    | 1408    |                                                  |
| 117 | John Cornwall, 1er baron Fanhope                | 1364-1443    | 1410    |                                                  |
| 118 | Henry Scrope, 3e baron Scrope de Masham         | v. 1373-1415 | 1410    |                                                  |
| 119 | Thomas de Morley, 4e baron Morley               | v. 1354-1416 | v. 1411 |                                                  |
| 120 | John d'Abrichecourt                             | † 1415       | 1413    |                                                  |
| 121 | Thomas Montagu, 4e comte de Salisbury           | 1388-1428    | 1414    |                                                  |
| 122 | Thomas Camoys, 1er baron Camoys                 | † 1419       | 1415    |                                                  |
| 123 | William Harrington                              | † 1440       | 1415    |                                                  |
| 124 | William la Zouche, 5e baron Zouche              | v. 1373-1415 | 1415    |                                                  |
| 125 | Jean Holland                                    | 1395-1447    | 1415    | dev. duc d'Exeter                                |
| 126 | Richard de Vere, 11e comte de Oxford            | 1385-1417    | 1415    |                                                  |
| 127 | Sigismond Ier, empereur du Saint-Empire         | 1368-1437    | 1415    |                                                  |
| 128 | Robert Willoughby, 6e baron Willoughby d'Eresby | 1385-1452    | 1416    |                                                  |
| 129 | John Blount                                     | † 1418       | 1417    |                                                  |
| 130 | Jean de Robersart                               | † 1450       | 1417    |                                                  |
| 131 | Hugh Stafford, 1er baron Stafford               | † 1420       | 1418    |                                                  |
| 132 | William Phelipp                                 | 1383-1441    | v. 1419 | dev. baron Bardolph                              |
| 133 | John Grey, 1er comte de Tankerville             | † 1421       | 1419    |                                                  |
| 134 | Walter Hungerford                               | † 1449       | 1421    | dev. baron Hungerford                            |
| 135 | Lewis Robessart                                 | † 1431       | 1421    |                                                  |
| 136 | Hertong von Clux                                | † 1446       | 1421    |                                                  |
| 137 | John Clifford, 7e baron de Clifford             | 1389-1422    | 1421    |                                                  |
| 138 | John de Mowbray, 5e comte de Norfolk            | 1392-1432    | 1421    | dev. duc de Norfolk                              |
| 139 | William de la Pole, 4e comte de Suffolk         | 1396-1450    | 1421    | dev. duc de Suffolk                              |
| 140 | Philippe III, duc de Bourgogne                  | 1396-1467    | 1422    | Élu, mais déclina                                |
| 141 | John Talbot, 7e baron Talbot                    | 1387-1453    | 1424    | dev. comte de Shrewsbury                         |
| 142 | Thomas de Scales, 7e baron Scales               | 1400-1460    | 1426    |                                                  |
| 143 | John Fastolf                                    | 1378-1459    | 1426    |                                                  |
| 144 | Pierre de Portugal, duc de Coimbra              | † 1449       | 1427    |                                                  |
| 145 | Humphrey Stafford, 6e comte de Stafford         | 1402-1460    | 1429    | dev. duc de Buckingham                           |
| 146 | John Radcliffe                                  | † 1441       | 1429    | Constable de Bordeaux (1419-1423)                |
| 147 | John FitzAlan, 7e comte d'Arundel               | 1408-1435    | 1432    |                                                  |
| 148 | Richard, duc d'York                             | 1411-1460    | 1433    |                                                  |
| 149 | Édouard Ier, roi de Portugal                    | 1391-1438    | 1435    |                                                  |
| 150 | Edmond Beaufort                                 | v. 1406-1455 | 1436    | dev. duc de Somerset                             |
| 151 | John Grey                                       | 1387-1439    | 1436    |                                                  |
| 152 | Richard Neville, 5e comte de Salisbury          | 1400-1460    | 1438    |                                                  |
| 153 | Albert V, duc d'Autriche                        | 1397-1439    | 1438    | Non installé; dev. Albert II du Saint-Empire     |
| 154 | Gaston de Foix, captal de Buch                  | † 1458       | 1438    |                                                  |
| 155 | William Neville, baron Fauconberg               | 1405-1463    | 1440    | dev. comte de Kent                               |
| 156 | Jean Beaufort, 3e comte de Somerset             | 1403-1444    | v. 1439 | dev. duc de Somerset                             |
| 157 | Ralph Boteler                                   | † 1473       | 1440    |                                                  |
| 158 | John Beaumont, 1er vicomte Beaumont             | 1409-1460    | 1441    |                                                  |
| 159 | John Beauchamp                                  | † 1475       | 1441    | dev. 1er baron Beauchamp de Powick               |
| 160 | Henri, duc de Viseu                             | 1394-1460    | v. 1443 | dit Henri le Navigateur                          |
| 161 | Thomas Hoo, 1er baron Hoo                       | † 1455       | 1445    | dev. baron d'Hoo et Hastings                     |
| 162 | Álvaro Vaz de Almada, comte d'Avranches         | † 1449       | 1445    |                                                  |
| 163 | Jean de Foix-Grailly, captal de Buch            | † 1485       | 1446    | démission v. 1462                                |
| 164 | Alphonse V de Portugal                          | 1432-1481    | 1447    |                                                  |
| 165 | François de Surienne, sire de Lunée             | –            | 1447    | démission v. 1450                                |
| 166 | Alphonse V, roi d'Aragon et Naples              | 1396-1458    | 1450    |                                                  |
| 167 | Guillaume, duc de Brunswick                     | –            | 1450    | Non installé                                     |
| 168 | Casimir IV, roi de Pologne                      | 1427-1492    | 1450    | Non installé                                     |
| 169 | Richard Woodville, 1er baron Rivers             | 1405-1469    | 1450    | dev. comte Rivers                                |
| 170 | John de Mowbray, 3e duc de Norfolk              | 1415-1461    | 1451    |                                                  |
| 171 | Henry Bourchier, 5e baron Bourchier             | 1406-1483    | 1452    | dev. comte d'Essex                               |
| 172 | Sir Edward Hull                                 | † 1453       | 1453    | Non installé                                     |
| 173 | John Talbot, 2e comte de Shrewsbury             | 1413-1460    | 1457    |                                                  |
| 174 | Thomas Stanley, 1er baron Stanley               | v. 1405-1459 | 1457    |                                                  |
| 175 | Lionel de Welles, 6e baron Welles               | 1406-1461    | 1457    |                                                  |
| 176 | Frédéric III du Saint-Empire                    | 1415-1493    | 1457    | Non installé                                     |
| 177 | James Butler, 1er comte de Wiltshire            | 1420-1461    | 1459    |                                                  |
| 178 | John Sutton, 1er baron Dudley                   | 1400-1487    | 1459    |                                                  |
| 179 | John Bourchier, 1er baron Berners               | † 1474       | 1459    |                                                  |
| 180 | Jasper Tudor, 1er comte de Pembroke             | 1431-1495    | 1459    | dev. duc de Bedford; dégradé 1461; restauré 1485 |
| 181 | Richard Neville, 16e comte de Warwick           | 1428-1471    | 1461    |                                                  |
| 182 | William Bonville, 1er baron Bonville            | 1392-1461    | 1461    |                                                  |
| 183 | Thomas Kyriell                                  | 1396-1461    | 1461    |                                                  |
| 184 | John Wenlock                                    | 1404-1471    | 1461    | dev. baron Wenlock                               |
| 185 | Georges, duc de Clarence                        | 1449-1478    | 1461    |                                                  |
| 186 | William Chamberlaine                            | † 1462       | 1461    |                                                  |
| 187 | John Tiptoft, 1er comte de Worcester            | 1427-1470    | 1461    |                                                  |
| 188 | William Hastings, 1er baron Hastings            | v. 1431-1483 | 1462    |                                                  |
| 189 | John Neville, 1er baron Montagu                 | v. 1431-1471 | 1462    | dev. marquis Montagu                             |
| 190 | William Herbert, 1er baron Herbert              | v. 1423-1469 | 1462    | dev. comte de Pembroke                           |
| 191 | John Astley                                     | † 1488       | 1462    |                                                  |
| 192 | Ferdinand Ier, roi de Naples                    | † 1494       | 1463    |                                                  |
| 193 | Gaillard de Durfort, seigneur de Duras          | v. 1430-1481 | 1463    | démission v. 1476                                |
| 194 | John Scrope, 5e baron Scrope de Bolton          | 1435-1498    | 1463    |                                                  |
| 195 | François Sforza, duc de Milan                   | 1401-1466    | 1463    |                                                  |
| 196 | James Douglas, 9e comte de Douglas              | † 1488       | 1463    |                                                  |
| 197 | Robert Harcourt                                 | 1410-1470    | 1463    |                                                  |
| 198 | Richard, duc de Gloucester                      | 1452-1485    | v. 1465 | dev. Richard III d'Angleterre                    |
| 199 | Anthony Woodville, baron Scales                 | v. 1440-1483 | 1466    | dev. comte Rivers                                |
| 200 | Inigo d'Avalos, comte de Monte Odorisio         | –            | 1467    | Non installé                                     |
| 201 | Charles le Téméraire, duc de Bourgogne          | 1433-1477    | 1468    |                                                  |
| 202 | William Fitzalan, 9e comte d'Arundel            | 1417-1487    | 1471    |                                                  |
| 203 | John de Mowbray, 4e duc de Norfolk              | 1444-1476    | 1472    |                                                  |
| 204 | John Stafford, 1er comte de Wiltshire           | † 1473       | 1472    |                                                  |
| 205 | Walter Devereux, 7e baron Ferrers               | † 1485       | 1472    |                                                  |
| 206 | Walter Blount, 1er baron Mountjoy               | v. 1420-1474 | 1472    |                                                  |
| 207 | John Howard, 1er baron Howard                   | v. 1425-1485 | 1472    | dev. duc de Norfolk                              |
| 208 | John de la Pole, 2e duc de Suffolk              | 1442-1492    | v. 1473 |                                                  |
| 209 | Thomas Fitzalan (10e comte d'Arundel)           | † 1524       | 1474    |                                                  |
| 210 | William Parr                                    | † 1483       | 1474    |                                                  |
| 211 | Henry Stafford, 2e duc de Buckingham            | 1455-1483    | v. 1474 |                                                  |
| 212 | Frédéric III de Montefeltro, duc d'Urbin        | 1422-1482    | 1474    |                                                  |
| 213 | Henry Percy, 4e comte de Northumberland         | v. 1449-1489 | 1474    |                                                  |
| 214 | Édouard, prince de Galles                       | 1470-1483?   | 1475    | dev. Édouard V d'Angleterre                      |
| 215 | Richard de Shrewsbury, duc de York              | 1473-1483?   | 1475    |                                                  |
| 216 | Thomas Grey, 1er marquis de Dorset              | 1451-1501    | 1476    | dégradé 1484; restauré 1485                      |
| 217 | Thomas Montgomery                               | † 1495       | 1476    |                                                  |
| 218 | Ferdinand II, roi d'Aragon et Castille          | 1452-1516    | 1480    |                                                  |
| 219 | Hercule d'Este, duc de Modène et Ferrare        | 1431-1505    | 1480    |                                                  |
| 220 | Jean II, roi de Portugal                        | 1455-1495    | 1482    | Non installé; renommé en 1488                    |
| 221 | Francis Lovell, 1er vicomte Lovell              | 1456-1487    | 1483    | dégradé 1485                                     |
| 222 | Thomas Howard, 1er comte de Surrey              | † 1524       | 1483    | dégradé 1485; restauré 1489; dev. duc de Norfolk |
| 223 | Richard Ratcliffe                               | † 1485       | 1483    |                                                  |
| 224 | Thomas Stanley, 2e baron Stanley                | v. 1435-1504 | 1483    | dev. comte de Derby                              |
| 225 | Thomas Burgh                                    | † 1496       | 1483    | dev. baron Burgh                                 |
| 226 | Richard Tunstall                                | 1427-1492    | 1483    |                                                  |
| 227 | John Conyers                                    | † 1490       | 1483    |                                                  |
| 228 | John de Vere, 13e comte d'Oxford                | 1442-1513    | 1486    |                                                  |
| 229 | John Cheney                                     | † 1499       | 1486    | dev. baron Cheney                                |
| 230 | John Dynham                                     | v. 1433-1501 | 1487    |                                                  |
| 231 | Giles Daubeney, 1er baron Daubeney              | 1451-1508    | 1487    |                                                  |
| 232 | William Stanley                                 | † 1495       | 1487    |                                                  |
| 233 | George Stanley, 9e baron Strange                | † 1503       | 1487    |                                                  |
| 234 | George Talbot, 4e comte de Shrewsbury           | 1468-1538    | 1488    |                                                  |
| 235 | Édouard Woodville                               | † 1488       | 1488    |                                                  |
| 236 | John Welles, 1er vicomte Welles                 | † 1499       | 1488    |                                                  |
| 237 | John Savage                                     | † 1491       | 1488    |                                                  |
| 238 | Robert Willoughby, 9e baron Latymer             | v. 1452-1502 | v. 1488 |                                                  |
| 239 | Maximilien Ier du Saint-Empire                  | 1459-1519    | 1489    | dev. Maximilien Ier du Saint Empire              |
| 240 | Arthur, prince de Galles                        | 1486-1502    | 1491    |                                                  |
| 241 | Edward Courtenay, 1er comte de Devon            | † 1509       | 1489    |                                                  |
| 242 | Alfonse, duc de Calabre                         | † 1495       | v. 1493 | dev. Alphonse II, roi de Naples                  |
| 243 | Edward Poynings                                 | 1459-1521    | v. 1493 |                                                  |
| 244 | Jean, roi du Danemark, Suède et Norvège         | 1455-1513    | v. 1493 | Non installé                                     |
| 245 | Gilbert Talbot                                  | † 1517       | 1495    |                                                  |
| 246 | Henri, duc d'York                               | 1491-1547    | 1495    | dev. Henri VIII d'Angleterre                     |
| 247 | Henry Percy, 5e comte de Northumberland         | 1478-1527    | 1495    |                                                  |
| 248 | Edward Stafford, 3e duc de Buckingham           | 1478-1521    | 1495    | dégradé 1521                                     |
| 249 | Charles Somerset (1er comte de Worcester)       | v. 1460-1526 | 1496    |                                                  |
| 250 | Edmond de la Pole, 6e comte de Suffolk          | v. 1471-1513 | 1496    | dégradé 1500                                     |
| 251 | Henry Bourchier, 2e comte d'Essex               | 1472-1540    | 1496    |                                                  |
| 252 | Thomas Lovell                                   | † 1524       | 1498    |                                                  |
| 253 | Richard Pole                                    | † 1504       | 1499    |                                                  |
| 254 | Richard Guildford                               | † 1506       | v. 1500 |                                                  |

## XVIesiècle
| N°  | Nom                                                  | Vie          | Date    | Notes                                                    |
| --- | ---------------------------------------------------- | ------------ | ------- | -------------------------------------------------------- |
| 255 | Reginald Bray                                        | † 1503       | 1501    |                                                          |
| 256 | Thomas Grey, 2e marquis de Dorset                    | 1477-1530    | 1501    |                                                          |
| 257 | Philippe, archiduc d'Autriche et duc de Bourgogne    | † 1506       | 1503    | dev. Philippe Ier de Castille                            |
| 258 | Gerald Fitzgerald, 8e comte de Kildare               | v. 1456-1513 | 1505    |                                                          |
| 259 | Guidobaldo da Montefeltro, duc d'Urbino              | † 1507       | 1504    |                                                          |
| 260 | Richard Grey, 3e comte de Kent                       | 1481-1524    | 1505    |                                                          |
| 261 | Lord Henry Stafford                                  | v. 1479-1523 | 1505    | dev. comte de Wiltshire                                  |
| 262 | Rhys ap Thomas Fitz-Urian                            | † 1525       | 1506    |                                                          |
| 263 | Thomas Brandon                                       | † 1510       | v. 1507 |                                                          |
| 264 | Charles, archiduc d'Autriche, duc de Bourgogne       | 1500-1558    | 1508    | dev. dit Charles Quint                                   |
| 265 | Thomas Darcy, 1er baron Darcy                        | † 1538       | 1509    | dégradé 1538                                             |
| 266 | Edward Sutton, 2e baron Dudley                       | 1459-1532    | 1509    |                                                          |
| 267 | Manuel Ier de Portugal                               | 1469-1521    | 1510    | Non installé                                             |
| 268 | Thomas Howard                                        | 1473-1554    | 1510    | dégradé 1547; restauré 1553; dev. duc de Norfolk         |
| 269 | Henry Marney                                         | v. 1457-1523 | 1510    |                                                          |
| 270 | Thomas West, 8e baron de La Warr                     | v. 1457-1525 | 1510    |                                                          |
| 271 | George Nevill, 5e baron Bergavenny                   | † 1535       | 1513    |                                                          |
| 272 | Edward Howard                                        | † 1513       | 1513    |                                                          |
| 273 | Charles Brandon, 1er duc de Suffolk                  | v. 1484-1545 | 1513    |                                                          |
| 274 | Julien de Médicis, duc de Nemours                    | † 1517       | 1514    | Non installé                                             |
| 275 | Edward Stanley                                       | † 1523       | 1514    | dev. baron Monteagle                                     |
| 276 | Thomas Dacre, 3e baron Dacre                         | 1467-1525    | 1518    |                                                          |
| 277 | William Sandys                                       | v. 1470-1540 | 1518    | dev. baron Sandys de la Vyne                             |
| 278 | Henry Courtenay, 10e comte de Devon                  | v. 1498-1539 | 1521    | dégradé 1539; dev. marquis d'Exeter                      |
| 279 | Ferdinand, archiduc d'Autriche                       | 1503-1564    | 1522    | dev. Ferdinand Ier du Saint-Empire                       |
| 280 | Richard Wingfield                                    | † 1525       | 1522    |                                                          |
| 281 | Thomas Boleyn                                        | 1477-1539    | 1523    | dev. comte de Wiltshire                                  |
| 282 | Walter Devereux, 9e baron Ferrers                    | 1491-1558    | 1523    | dev. vicomte Hereford                                    |
| 283 | Arthur Plantagenet, vicomte Lisle                    | v. 1470-1542 | 1524    |                                                          |
| 284 | Robert Radcliffe, 10e baron FitzWalter               | † 1542       | 1524    | dev. comte de Sussex                                     |
| 285 | William Fitzalan, 11e comte d'Arundel                | v. 1484-1544 | 1525    |                                                          |
| 286 | Thomas Manners, 1er comte de Rutland                 | † 1543       | 1525    |                                                          |
| 287 | Henry Fitzroy                                        | 1519-1536    | 1525    | dev. duc de Richmond                                     |
| 288 | Ralph Nevill, 4e comte de Westmorland                | 1498-1549    | 1525    |                                                          |
| 289 | William Blount, 4e baron Mountjoy                    | 1478-1534    | 1526    |                                                          |
| 290 | William Fitzwilliam                                  | v. 1490-1542 | 1526    |                                                          |
| 291 | Henry Guildford                                      | 1489-1532    | 1526    |                                                          |
| 292 | François Ier de France                               | 1494-1547    | 1527    |                                                          |
| 293 | John de Vere, 15e comte d'Oxford                     | † 1540       | 1527    |                                                          |
| 294 | Henry Percy, 6e comte de Northumberland              | v. 1502-1537 | 1531    |                                                          |
| 295 | Anne de Montmorency, duc de Montmorency              | v. 1492-1567 | 1532    |                                                          |
| 296 | Philippe Chabot, comte de Neublanche                 | † 1543       | 1532    |                                                          |
| 297 | Jacques V d'Écosse                                   | 1512-1542    | 1535    |                                                          |
| 298 | Nicholas Carew                                       | † 1539       | 1536    | dégradé 1539                                             |
| 299 | Henry Clifford, 1er comte de Cumberland              | 1493-1542    | 1537    |                                                          |
| 300 | Thomas Cromwell, 1er baron Cromwell                  | 1485-1540    | 1537    | dégradé 1540; dev. comte d'Essex                         |
| 301 | John Russell, 1er baron Russell                      | 1485-1555    | 1539    | dev. comte de Bedford                                    |
| 302 | Thomas Cheney                                        | † 1558       | 1539    |                                                          |
| 303 | William Kingston                                     | † 1540       | 1539    |                                                          |
| 304 | Thomas Audley, 1er baron Audley de Walden            | 1488-1544    | 1540    |                                                          |
| 305 | Anthony Browne                                       | v. 1500-1548 | 1540    |                                                          |
| 306 | Edward Seymour, 1er comte d'Hertford                 | v. 1500-1552 | 1541    | dev. 1er duc de Somerset                                 |
| 307 | Henry Howard, comte de Surrey                        | v. 1517-1547 | 1541    | dégradé 1547                                             |
| 308 | John Gage                                            | † 1556       | 1541    |                                                          |
| 309 | Anthony Wingfield                                    | † 1552       | 1541    |                                                          |
| 310 | John Dudley, 7e vicomte Lisle                        | 1502-1553    | 1543    | dégradé 1553; dev. duc de Northumberland                 |
| 311 | William Paulet, 1er baron St John                    | v. 1483-1572 | 1543    | dev. marquis de Winchester                               |
| 312 | William Parr, 1er baron Parr                         | v. 1512-1571 | 1543    | dégradé 1553; restauré 1559; dev. marquis de Northampton |
| 313 | John Wallop                                          | † 1551       | 1543    |                                                          |
| 314 | Henry Fitzalan, 12e comte d'Arundel                  | v. 1513-1580 | 1544    |                                                          |
| 315 | Anthony St Leger                                     | † 1559       | 1544    |                                                          |
| 316 | Francis Talbot                                       | 1500-1560    | 1545    |                                                          |
| 317 | Thomas Wriothesley, 1er baron Wriothesley            | 1505-1550    | 1545    | dev. comte de Southampton                                |
| 318 | Henry Grey, 3e marquis de Dorset                     | † 1554       | 1547    | dégradé 1554; dev. duc de Suffolk                        |
| 319 | Edward Stanley, 3e comte de Derby                    | v. 1508-1572 | 1547    |                                                          |
| 320 | Thomas Seymour, 1er baron Seymour de Sudeley         | v. 1508-1549 | 1547    |                                                          |
| 321 | William Paget (1er baron Paget)                      | 1506-1563    | 1547    | dégradé 1552; restauré 1553                              |
| 322 | Francis Hastings, 2e comte d'Huntingdon              | v. 1514-1561 | 1549    |                                                          |
| 323 | George Brooke, 9e baron Cobham                       | v. 1497-1558 | 1549    |                                                          |
| 324 | Thomas West, 9e baron De La Warr                     | † 1554       | 1549    |                                                          |
| 325 | William Herbert                                      | 1506/07-1570 | 1549    | dev. comte de Pembroke                                   |
| 326 | Henri II de France                                   | 1519-1559    | 1551    |                                                          |
| 327 | Edward Clinton, 9e baron Clinton                     | 1512-1585    | 1551    | dev. comte de Lincoln                                    |
| 328 | Thomas Darcy, 1er baron Darcy de Chiche              | 1506-1558    | 1551    |                                                          |
| 329 | Henry Neville, 5e comte de Westmorland               | v. 1525-1563 | 1552    |                                                          |
| 330 | Andrew Dudley                                        | † 1559       | 1552    | dégradé 1553                                             |
| 331 | Philippe II d'Espagne                                | 1527-1598    | 1554    | dev. Philippe II, roi d'Espagne                          |
| 332 | Henry Radclyffe, 2e comte de Sussex                  | v. 1507-1557 | 1554    |                                                          |
| 333 | Emmanuel-Philibert, duc de Savoie                    | 1528-1580    | 1554    |                                                          |
| 334 | William Howard, 1er baron Howard d'Effingham         | v. 1510-1573 | 1554    |                                                          |
| 335 | Edward Hastings (1er baron Hastings de Loughborough) | v. 1520-1572 | 1555    |                                                          |
| 336 | Anthony Browne, 1er vicomte Montagu                  | v. 1528-1592 | 1555    |                                                          |
| 337 | Thomas Radclyffe, 3e comte de Sussex                 | v. 1525-1583 | 1557    |                                                          |
| 338 | William Grey, 13e baron Grey de Wilton               | † 1562       | 1557    |                                                          |
| 339 | Robert Rochester                                     | v. 1500-1557 | 1557    |                                                          |
| 340 | Thomas Howard, 4e duc de Norfolk                     | 1536-1572    | 1559    | dégradé 1572                                             |
| 341 | Henry Manners, 2e comte de Rutland                   | 1526-1563    | 1559    |                                                          |
| 342 | Robert Dudley                                        | 1532-1588    | 1559    | dev. comte de Leicester                                  |
| 343 | Adolphus, duc de Holstein                            | † 1586       | 1560    |                                                          |
| 344 | George Talbot, 6e comte de Shrewsbury                | 1528-1590    | 1561    |                                                          |
| 345 | Henry Carey, 1er baron Hunsdon                       | 1526-1596    | 1561    |                                                          |
| 346 | Thomas Percy, 7e comte de Northumberland             | 1528-1572    | 1563    | dégradé 1569                                             |
| 347 | Ambrose Dudley (3e comte de Warwick)                 | v. 1528-1590 | 1563    |                                                          |
| 348 | Charles IX de France                                 | 1550-1574    | 1564    |                                                          |
| 349 | Francis Russell, 2e comte de Bedford                 | 1527-1585    | 1564    |                                                          |
| 350 | Henry Sidney                                         | 1529-1586    | 1564    |                                                          |
| 351 | Maximilien II, empereur du Saint-Empire              | 1527-1576    | 1567    |                                                          |
| 352 | Henry Hastings, 3e comte d'Huntingdon                | v. 1536-1595 | 1570    |                                                          |
| 353 | William Somerset, 3e comte de Worcester              | v. 1527-1589 | 1570    |                                                          |
| 354 | Francis, duc de Montmorency                          | † 1579       | 1572    |                                                          |
| 355 | Walter Devereux, 2e vicomte Hereford                 | 1541-1576    | 1572    | dev. comte d'Essex                                       |
| 356 | William Cecil, 1er baron Burghley                    | 1521-1598    | 1572    |                                                          |
| 357 | Arthur Grey, 14e baron Grey de Wilton                | 1536-1593    | 1572    |                                                          |
| 358 | Edmund Brydges, 2e baron Chandos                     | † 1573       | 1572    |                                                          |
| 359 | Henry Stanley, 4e comte de Derby                     | 1531-1593    | 1574    |                                                          |
| 360 | Henry Herbert, 2e comte de Pembroke                  | v. 1534-1601 | 1574    |                                                          |
| 361 | Henri III de France                                  | 1551-1589    | 1575    |                                                          |
| 362 | Charles Howard, 2e baron Howard d'Effingham          | v. 1536-1624 | 1575    | dev. comte de Nottingham                                 |
| 363 | Rodolphe II, empereur du Saint-Empire                | 1552-1612    | 1578    |                                                          |
| 364 | Frédéric II, roi de Danemark et Norvège              | 1534-1588    | 1578    |                                                          |
| 365 | Jean Casimir du Palatinat                            | † 1592       | 1579    |                                                          |
| 366 | Edward Manners, 3e comte de Rutland                  | 1548-1587    | 1584    |                                                          |
| 367 | William Brooke, 10e baron Cobham                     | 1527-1597    | 1584    |                                                          |
| 368 | Henry Scrope, 9e baron Scrope de Bolton              | v. 1534-1591 | 1584    |                                                          |
| 369 | Robert Devereux, 2e comte d'Essex                    | 1567-1601    | 1588    | dégradé 1601                                             |
| 370 | Thomas Butler, 10e comte d'Ormonde                   | 1532-1614    | 1588    |                                                          |
| 371 | Christopher Hatton (1540-1591)                       | † 1591       | 1588    |                                                          |
| 372 | Henry Radclyffe, 4e comte de Sussex                  | v. 1532-1593 | 1589    |                                                          |
| 373 | Thomas Sackville, 1er baron Buckhurst                | 1527-1608    | 1589    | dev. comte de Dorset                                     |
| 374 | Henri IV de France                                   | 1553-1610    | 1590    |                                                          |
| 375 | Jacques VI, roi d'Écosse                             | 1566-1625    | 1590    | dev. Jacques Ier, roi d'Angleterre                       |
| 376 | Gilbert Talbot, 7e comte de Shrewsbury               | 1552-1616    | 1592    |                                                          |
| 377 | George Clifford, 3e comte de Cumberland              | 1558-1605    | 1592    |                                                          |
| 378 | Henry Percy, 9e comte de Northumberland              | 1564-1632    | 1593    |                                                          |
| 379 | Edward Somerset, 4e comte de Worcester               | v. 1550-1628 | 1593    |                                                          |
| 380 | Thomas Burgh, 3e baron Burgh                         | v. 1555-1597 | 1593    |                                                          |
| 381 | Edmund Sheffield, 3e baron Sheffield                 | v. 1564-1646 | 1593    |                                                          |
| 382 | Francis Knollys                                      | † 1596       | 1593    |                                                          |
| 383 | Frédéric Ier, duc de Wurtemberg                      | † 1608       | 1597    |                                                          |
| 384 | Thomas Howard, 1er baron Howard de Walden            | 1561-1626    | 1597    | dev. comte de Suffolk                                    |
| 385 | George Carey, 2e baron Hunsdon                       | v. 1556-1603 | 1597    |                                                          |
| 386 | Charles Blount, 8e baron Mountjoy                    | 1563-1606    | 1597    | dev. comte de Devonshire                                 |
| 387 | Henry Lee de Ditchley                                | † 1611       | 1597    |                                                          |
| 388 | Robert Radclyffe, 5e comte de Sussex                 | 1573-1629    | 1599    |                                                          |
| 389 | Henry Brooke, 11e baron Cobham                       | 1564-1619    | 1599    | dégradé 1604                                             |
| 390 | Thomas Scrope, 10e baron Scrope de Bolton            | v. 1567-1609 | 1599    |                                                          |

## XVIIesiècle
| N°  | Nom                                                    | Vie          | Date | Notes                                         |
| --- | ------------------------------------------------------ | ------------ | ---- | --------------------------------------------- |
| 391 | William Stanley, 6e comte de Derby                     | v. 1561-1642 | 1601 |                                               |
| 392 | Thomas Cecil, 2e baron Burghley                        | 1542-1623    | 1601 | dev. comte d'Exeter                           |
| 393 | Henri, duc de Rothesay                                 | 1594-1612    | 1603 | dev. prince de Galles                         |
| 394 | Christian IV, roi de Danemark et Norvège               | 1577-1648    | 1603 |                                               |
| 395 | Ludovic Stuart, 2e duc de Lennox                       | 1574-1624    | 1603 |                                               |
| 396 | Henry Wriothesley, 3e comte de Southampton             | 1573-1624    | 1603 |                                               |
| 397 | John Erskine, 2e (ou 18e) comte de Mar                 | 1562-1634    | 1603 |                                               |
| 398 | William Herbert, 3e comte de Pembroke                  | 1580-1630    | 1603 |                                               |
| 399 | Ulrich de Danemark                                     | † 1624       | 1605 | Fils de Frédéric II de Danemark               |
| 400 | Henry Howard, 1er comte de Northampton                 | 1540-1614    | 1605 |                                               |
| 401 | Robert Cecil, 1er comte de Salisbury                   | 1563-1612    | 1606 |                                               |
| 402 | Thomas Howard, 3e vicomte Howard de Bindon             | † 1611       | 1606 |                                               |
| 403 | George Home, 1er comte de Dunbar                       | † 1612       | 1608 |                                               |
| 404 | Philip Herbert, 1er comte de Montgomery                | v. 1584-1650 | 1608 | dev. comte de Pembroke                        |
| 405 | Charles, duc d'York                                    | 1600-1649    | 1611 | dev. Charles Ier d'Angleterre                 |
| 406 | Thomas Howard, 14e (ou 21e) comte d'Arundel            | 1585-1646    | 1611 |                                               |
| 407 | Robert Carr, 1er vicomte Rochester                     | v. 1587-1645 | 1611 | dev. comte de Somerset                        |
| 408 | Frédéric V, électeur Palatin                           | 1596-1632    | 1612 |                                               |
| 409 | Maurice de Nassau, prince d'Orange                     | 1567-1625    | 1612 | dev. Maurice, prince d'Orange                 |
| 410 | Thomas Erskine, 1er vicomte de Fentoun                 | 1566-1639    | 1615 | dev. comte de Kellie                          |
| 411 | William Knollys, 1er baron Knollys                     | v. 1547-1632 | 1615 | dev. comte de Banbury                         |
| 412 | Francis Manners, 6e comte de Rutland                   | 1578-1632    | 1616 |                                               |
| 413 | George Villiers, 1er duc de Buckingham                 | 1592-1628    | 1616 | dev. duc de Buckingham                        |
| 414 | Robert Sidney, 1er vicomte Lisle                       | 1563-1626    | 1616 | dev. comte de Leicester                       |
| 415 | James Hamilton, 2e marquis d'Hamilton                  | 1589-1625    | 1623 |                                               |
| 416 | Esme Stuart, 3e duc de Lennox                          | 1579-1624    | 1624 |                                               |
| 417 | Christian, duc de Brunswick                            | † 1626       | 1624 |                                               |
| 418 | William Cecil, 2e comte de Salisbury                   | 1591-1668    | 1624 |                                               |
| 419 | James Hay, 1er comte de Carlisle                       | v. 1580-1636 | 1624 |                                               |
| 420 | Edward Sackville, 4e comte de Dorset                   | 1590-1652    | 1625 |                                               |
| 421 | Henry Rich, 1er comte d'Holland                        | 1590-1649    | 1625 |                                               |
| 422 | Thomas Howard, 1er vicomte Andover                     | v. 1590-1669 | 1625 | dev. comte de Berkshire                       |
| 423 | Claude de Lorraine, duc de Chevreuse                   | † 1657       | 1625 |                                               |
| 424 | Gustave Adolphe, roi de Suède                          | 1594-1632    | 1627 |                                               |
| 425 | Frédéric-Henri, prince d'Orange                        | 1584-1647    | 1627 |                                               |
| 426 | Theophilus Howard, 2e comte de Suffolk                 | 1584-1640    | 1627 |                                               |
| 427 | William Compton, 1er comte de Northampton              | † 1630       | 1628 |                                               |
| 428 | Richard Weston, 1er baron Weston                       | 1577-1635    | 1630 | dev. comte de Portland                        |
| 429 | Robert Bertie (1er comte de Lindsey)                   | 1582-1642    | 1630 |                                               |
| 430 | William Cecil, 2e comte d'Exeter                       | 1566-1640    | 1630 |                                               |
| 431 | James Hamilton, 3e marquis d'Hamilton                  | 1606-1649    | 1630 | dev. duc d'Hamilton                           |
| 432 | Charles Louis, comte palatin du Rhin et duc de Bavière | 1617-1680    | 1633 |                                               |
| 433 | James Stuart, 4e duc de Lennox                         | 1612-1655    | 1633 |                                               |
| 434 | Henry Danvers, 1er comte de Danby                      | 1573-1644    | 1633 |                                               |
| 435 | William Douglas, 7e comte de Morton                    | 1582-1648    | 1633 |                                               |
| 436 | Algernon Percy, 10e comte de Northumberland            | 1602-1668    | 1635 |                                               |
| 437 | Charles, prince de Galles                              | 1630-1685    | 1638 | dev. Charles II d'Angleterre                  |
| 438 | Thomas Wentworth, 1er comte de Strafford               | 1593-1641    | 1640 |                                               |
| 439 | Jacques, duc d'York                                    | 1633-1701    | 1642 | dev. Jacques II, roi d'Angleterre             |
| 440 | Prince Rupert du Rhin                                  | 1619-1682    | 1642 |                                               |
| 441 | Guillaume II, prince d'Orange-Nassau                   | 1625-1650    | 1645 |                                               |
| 442 | Bernard de Nogaret de Foix, duc d'Epernon              | † 1660       | 1645 |                                               |
| 443 | Édouard, comte palatin du Rhin, duc de Bavière         | † 1652       | 1649 | Non installé; fils de Frédéric V du Palatinat |
| 444 | James Butler, 1er marquis d'Ormonde                    | 1610-1688    | 1649 | dev. duc d'Ormonde                            |
| 445 | Édouard, comte palatin du Rhin, duc de Bavière         | † 1663       | 1649 | Fils de Frédéric V du Palatinat               |
| 446 | George Villiers, 2e duc de Buckingham                  | 1628-1687    | 1649 |                                               |
| 447 | William Seymour, 1er marquis d'Hertford                | 1588-1660    | 1650 | Non installé; dev. duc de Somerset            |
| 448 | Thomas Wriothesley, 4e comte de Southampton            | 1607-1667    | 1650 |                                               |
| 449 | William Hamilton, 2e duc d'Hamilton                    | 1616-1651    | 1650 | Non installé                                  |
| 450 | William Cavendish, 1er marquis de Newcastle            | 1593-1676    | 1650 | dev. duc de Newcastle                         |
| 451 | James Graham, 1er marquis de Montrose                  | 1612-1650    | 1650 | Non installé                                  |
| 452 | James Stanley, 7e comte de Derby                       | 1607-1651    | 1650 | Non installé                                  |
| 453 | George Digby, 2e comte de Bristol                      | 1612-1677    | 1653 |                                               |
| 454 | Henri Stuart, 1er duc de Gloucester                    | 1640-1660    | 1653 | Non installé                                  |
| 455 | Henri Charles de la Trémoille, prince de Taranto       | † 1672       | 1653 |                                               |
| 456 | Guillaume III, prince d'Orange                         | 1650-1702    | 1653 | dev. Guillaume III d'Angleterre               |
| 457 | Frédéric Guillaume Ier, électeur de Brandenburg        | 1620-1688    | 1654 |                                               |
| 458 | Jean Gaspar Ferdinand de Marchin, comte de Granville   | † 1673       | 1658 |                                               |
| 459 | George Monck                                           | 1608-1670    | 1660 | dev. duc d'Albemarle                          |
| 460 | Édouard Montagu, 1er comte de Sandwich                 | 1625-1672    | 1660 |                                               |
| 461 | Aubrey de Vere, 20e comte d'Oxford                     | 1626-1703    | 1660 |                                               |
| 462 | Charles Stewart, 3e duc de Richmond                    | 1639-1672    | 1661 |                                               |
| 463 | Montagu Bertie, 2e comte de Lindsey                    | v. 1608-1666 | 1661 |                                               |
| 464 | Edward Montagu, 2e comte de Manchester                 | 1602-1671    | 1661 |                                               |
| 465 | William Wentworth, 2e comte de Strafford               | 1626-1695    | 1661 |                                               |
| 466 | Christian, prince royal de Danemark                    | 1646-1699    | 1662 | dev. Christian V, roi de Danemark et Norvège  |
| 467 | James Scott, 1er duc de Monmouth                       | 1649-1685    | 1663 | dégradé 1685                                  |
| 468 | James Stuart, duc de Cambridge                         | 1663-1667    | 1666 | Non installé                                  |
| 469 | Charles XI, roi de Suède                               | 1655-1697    | 1668 |                                               |
| 470 | Jean-Georges II, électeur de Saxe                      | 1613-1680    | 1668 |                                               |
| 471 | Christopher Monck, 2e duc d'Albemarle                  | 1653-1688    | 1670 |                                               |
| 472 | John Maitland, 1er duc de Lauderdale                   | 1616-1682    | 1672 |                                               |
| 473 | Henry Somerset, 3e marquis de Worcester                | 1629-1699    | 1672 | dev. duc de Beaufort                          |
| 474 | Henry Jermyn, 1er comte de St Albans                   | † 1684       | 1672 |                                               |
| 475 | William Russell, 5e comte de Bedford                   | 1613-1700    | 1672 | dev. duc de Bedford                           |
| 476 | Henry Bennet, 1er comte d'Arlington                    | 1618-1685    | 1672 |                                               |
| 477 | Thomas Butler, 6e comte d'Ossory                       | † 1680       | 1672 |                                               |
| 478 | Charles Fitzroy, 1er comte de Southampton              | 1662-1730    | 1673 | dev. duc de Southampton et de Cleveland       |
| 479 | John Sheffield, 3e comte de Mulgrave                   | 1647-1721    | 1674 | dev. duc de Buckingham et Normanby            |
| 480 | Henri Cavendish, 2e duc de Newcastle                   | 1630-1691    | 1677 |                                               |
| 481 | Thomas Osborne, 1er comte de Danby                     | 1632-1712    | 1677 | dev. duc de Leeds                             |
| 482 | Henry FitzRoy, 1er duc de Grafton                      | 1663-1690    | 1680 |                                               |
| 483 | James Cecil, 3e comte de Salisbury                     | 1648-1683    | 1680 |                                               |
| 484 | Charles II, comte palatin du Rhin, duc de Bavière      | 1651-1685    | 1680 |                                               |
| 485 | Charles Lennox, 1er duc de Richmond et de Lennox       | 1672-1723    | 1681 |                                               |
| 486 | William Hamilton, 3e duc d'Hamilton                    | 1635-1694    | 1682 |                                               |
| 487 | Prince Georges de Danemark                             | 1653-1708    | 1684 | Plus tard duc de Cumberland                   |
| 488 | Charles Seymour, 6e duc de Somerset                    | 1662-1748    | 1684 |                                               |
| 489 | George Fitzroy, 1er duc de Northumberland              | 1665-1716    | 1684 |                                               |
| 490 | Henry Howard, 7e duc de Norfolk                        | 1654-1701    | 1685 |                                               |
| 491 | Henry Mordaunt, 2e comte de Peterborough               | 1621-1697    | 1685 |                                               |
| 492 | Laurence Hyde, 1er comte de Rochester                  | 1642-1711    | 1685 |                                               |
| 493 | Louis de Duras, 2e comte de Feversham                  | 1641-1709    | 1685 |                                               |
| 494 | Robert Spencer, 2e comte de Sunderland                 | 1640-1702    | 1687 |                                               |
| 495 | James Fitz-James, 1er duc de Berwick                   | 1670-1734    | 1688 | Non installé                                  |
| 496 | James Butler, 2e duc d'Ormonde                         | 1665-1745    | 1688 | dégradé 1716                                  |
| 497 | Armand-Frédéric de Schomberg, 1er duc de Schomberg     | 1615-1690    | 1689 |                                               |
| 499 | William Cavendish, 4e comte de Devonshire              | 1641-1707    | 1689 | dev. duc de Devonshire                        |
| 499 | Frédéric III, électeur de Brandenburg                  | 1657-1713    | 1690 | dev. Frédéric Ier de Prusse                   |
| 500 | Georges-Guillaume de Brunswick-Lunebourg               | 1624-1705    | 1690 |                                               |
| 501 | Jean-Georges IV, roi de Saxe                           | 1668-1694    | 1692 |                                               |
| 502 | Charles Sackville, 6e comte de Dorset                  | 1638-1706    | 1692 |                                               |
| 503 | Charles Talbot, 12e comte de Shrewsbury                | 1660-1718    | 1694 | dev. duc de Shrewsbury                        |
| 504 | Guillaume de Gloucester                                | 1689-1700    | 1696 |                                               |
| 505 | William Bentinck, 1er comte de Portland                | 1649-1709    | 1697 |                                               |
| 506 | John Holles, 1er duc de Newcastle                      | 1662-1711    | 1698 |                                               |
| 507 | Thomas Herbert, 8e comte de Pembroke                   | v. 1656-1733 | 1700 |                                               |
| 508 | Arnold Joost van Keppel, 1er comte d'Albemarle         | 1670-1718    | 1700 |                                               |

## XVIIIesiècle
| N°  | Nom                                                           | Vie          | Date | Notes                                                                         |
| --- | ------------------------------------------------------------- | ------------ | ---- | ----------------------------------------------------------------------------- |
| 509 | George Louis, duc de Brunswick-Lüneburg                       | 1660-1727    | 1701 | dev. George Ier, roi de Grande-Bretagne                                       |
| 510 | James Douglas, 2e duc de Queensberry                          | 1662-1711    | 1701 |                                                                               |
| 511 | Wriothesley Russell, 2e duc de Bedford                        | 1680-1711    | 1702 |                                                                               |
| 512 | John Churchill, 1er comte de Marlborough                      | 1650-1722    | 1702 | dev. duc de Marlborough                                                       |
| 513 | Ménard de Schomberg, 3e duc de Schomberg                      | 1641-1719    | 1703 |                                                                               |
| 514 | Sidney Godolphin, 1er baron Godolphin                         | 1645-1712    | 1704 | dev. comte de Godolphin                                                       |
| 515 | Prince George Augustus de Brunswick-Lüneburg                  | 1683-1760    | 1706 | dev. George II, roi de Grande-Bretagne                                        |
| 516 | William Cavendish, 2e duc de Devonshire                       | 1673-1729    | 1710 |                                                                               |
| 517 | John Campbell, 2e duc d'Argyll                                | 1680-1743    | 1710 |                                                                               |
| 518 | Henry Somerset, 2e duc de Beaufort                            | 1684-1714    | 1712 |                                                                               |
| 519 | James Hamilton, 4e duc d'Hamilton                             | 1658-1712    | 1712 |                                                                               |
| 520 | Henry Grey, 1er duc de Kent                                   | 1671-1740    | 1712 |                                                                               |
| 521 | John Poulett, 1er comte Poulett                               | v. 1663-1743 | 1712 |                                                                               |
| 522 | Robert Harley, 1er comte d'Oxford et Mortimer                 | 1661-1724    | 1712 |                                                                               |
| 523 | Thomas Wentworth, 1er comte de Strafford                      | 1672-1739    | 1712 |                                                                               |
| 524 | Charles Mordaunt, 3e comte de Peterborough                    | v. 1658-1735 | 1713 |                                                                               |
| 525 | Charles Paulet, 2e duc de Bolton                              | 1661-1722    | 1714 |                                                                               |
| 526 | John Manners, 2e duc de Rutland                               | 1676-1721    | 1714 |                                                                               |
| 527 | Lionel Cranfield Sackville, 7e comte de Dorset                | 1688-1765    | 1714 | dev. duc de Dorset                                                            |
| 528 | Charles Montagu, 1er comte de Halifax                         | 1661-1715    | 1714 |                                                                               |
| 529 | Prince Frederick Lewis de Brunswick-Lüneburg                  | 1707-1751    | 1717 | dev. prince de Galles                                                         |
| 530 | Prince Ernest Augustus de Brunswick-Lüneburg                  | 1674-1728    | 1717 | dev. duc d'York et Albany                                                     |
| 531 | Charles Beauclerk, 1er duc de St Albans                       | 1670-1726    | 1718 |                                                                               |
| 532 | John Montagu, 2e duc de Montagu                               | 1689-1749    | 1718 |                                                                               |
| 533 | Thomas Pelham-Holles, 1er duc de Newcastle                    | 1693-1768    | 1718 |                                                                               |
| 534 | James Berkeley, 3e comte de Berkeley                          | 1680-1736    | 1718 |                                                                               |
| 535 | Evelyn Pierrepont, 1er duc de Kingston-upon-Hull              | 1665-1726    | 1719 |                                                                               |
| 536 | Charles Spencer, 3e comte de Sunderland                       | 1675-1722    | 1719 |                                                                               |
| 537 | Charles Fitzroy, 2e duc de Grafton                            | 1683-1757    | 1721 |                                                                               |
| 538 | Henry Clinton, 7e comte de Lincoln                            | 1684-1728    | 1721 |                                                                               |
| 539 | Charles Paulet, 3e duc de Bolton                              | 1685-1754    | 1722 |                                                                               |
| 540 | John Manners, 3e duc de Rutland                               | 1696-1779    | 1722 |                                                                               |
| 541 | John Ker, 1er duc de Roxburghe                                | v. 1680-1741 | 1722 |                                                                               |
| 542 | Richard Lumley, 2e comte de Scarbrough                        | v. 1688-1740 | 1724 |                                                                               |
| 543 | Charles Townshend, 2e vicomte Townshend                       | 1674-1738    | 1724 |                                                                               |
| 544 | Charles Lennox, 2e duc de Richmond et Lennox                  | 1701-1750    | 1726 |                                                                               |
| 545 | Robert Walpole                                                | 1676-1745    | 1726 | dev. comte d'Orford                                                           |
| 546 | Prince William Augustus, duc de Cumberland                    | 1721-1765    | 1730 |                                                                               |
| 547 | Philip Dormer Stanhope, 4e comte de Chesterfield              | 1694-1773    | 1730 |                                                                               |
| 548 | Richard Boyle, 3e comte de Burlington                         | 1694-1753    | 1730 |                                                                               |
| 549 | Guillaume, prince d'Orange-Nassau                             | 1711-1751    | 1733 |                                                                               |
| 550 | William Cavendish, 3e duc de Devonshire                       | 1698-1755    | 1733 |                                                                               |
| 551 | Spencer Compton, 1er comte de Wilmington                      | v. 1674-1743 | 1733 |                                                                               |
| 552 | William Capell, 3e comte d'Essex                              | 1697-1743    | 1738 |                                                                               |
| 553 | James Waldegrave, 1er comte Waldegrave                        | 1684-1741    | 1738 |                                                                               |
| 554 | Frédéric II, landgrave de Hesse-Casel                         | 1720-1785    | 1741 |                                                                               |
| 555 | Charles Beauclerk, 2e duc de St Albans                        | 1696-1751    | 1741 |                                                                               |
| 556 | Charles Spencer, 3e duc de Marlborough                        | 1706-1758    | 1741 |                                                                               |
| 557 | Evelyn Pierrepont, 2e duc de Kingston-upon-Hull               | 1711-1773    | 1741 |                                                                               |
| 558 | William Bentinck, 2e duc de Portland                          | 1709-1762    | 1741 |                                                                               |
| 559 | Frédéric III, duc de Saxe-Gotha                               | 1699-1772    | 1741 |                                                                               |
| 560 | Jean-Adolphe II, duc de Saxe-Weissenfels                      | † 1746       | 1745 | Non installé                                                                  |
| 561 | Prince George William Frederick                               | 1738-1820    | 1749 | dev. George III, roi de Grande-Bretagne                                       |
| 562 | Charles Guillaume, margrave de Brandenburg-Ansbach            | † 1757       | 1749 |                                                                               |
| 563 | Thomas Osborne, 4e duc de Leeds                               | 1713-1789    | 1749 |                                                                               |
| 564 | John Russell, 4e duc de Bedford                               | 1710-1771    | 1749 |                                                                               |
| 565 | William Anne van Keppel, 2e comte d'Albemarle                 | 1702-1754    | 1749 |                                                                               |
| 566 | John Carteret, 2e comte Granville                             | 1690-1763    | 1749 |                                                                               |
| 567 | Prince Edward Augustus                                        | 1739-1767    | 1752 | dev. duc d'York et Albany                                                     |
| 568 | Guillaume V de Nassau, prince d'Orange                        | 1748-1806    | 1752 |                                                                               |
| 569 | Henry Pelham-Clinton, 9e comte de Lincoln                     | 1720-1794    | 1752 | dev. duc de Newcastle                                                         |
| 570 | Daniel Finch, 8e comte de Winchilsea                          | 1689-1769    | 1752 |                                                                               |
| 571 | George Montagu, 4e comte de Cardigan                          | 1712-1790    | 1752 | dev. duc de Montagu                                                           |
| 572 | William Cavendish, 4e duc de Devonshire                       | 1720-1764    | 1756 |                                                                               |
| 573 | Henry Howard, 4e comte de Carlisle                            | 1684-1758    | 1756 |                                                                               |
| 574 | Hugh Percy, 2e comte de Northumberland                        | v. 1714-1786 | 1756 | dev. duc de Northumberland                                                    |
| 575 | Francis Seymour-Conway, 1er comte de Hertford                 | 1718-1794    | 1756 | dev. marquis de Hertford                                                      |
| 576 | James Waldegrave, 2e comte Waldegrave                         | 1715-1763    | 1757 |                                                                               |
| 577 | Ferdinand, prince de Brunswick-Bevern                         | † 1792       | 1759 |                                                                               |
| 578 | Charles Watson-Wentworth, 2e marquis de Rockingham            | 1730-1782    | 1760 |                                                                               |
| 579 | Richard Grenville-Temple, 2e comte Temple                     | 1711-1779    | 1760 |                                                                               |
| 580 | Prince William Henry                                          | 1743-1805    | 1762 | dev. duc de Gloucester et Édimbourg                                           |
| 581 | John Stuart, 3e comte de Bute                                 | 1713-1792    | 1762 |                                                                               |
| 582 | Adolphe-Frédéric IV de Mecklembourg-Strelitz                  | 1738-1794    | 1764 |                                                                               |
| 583 | George Montague-Dunk, 2e comte d'Halifax                      | 1716-1771    | 1764 | Non installé                                                                  |
| 584 | George Augustus Frederick, prince de Galles                   | 1762-1830    | 1765 | dev. George IV, roi du Royaume-Uni                                            |
| 585 | Charles-Guillaume-Ferdinand, prince de Brunswick-Wolfenbüttel | 1735-1806    | 1765 | dev. duc de Brunswick-Wolfenbüttel                                            |
| 586 | George Keppel, 3e comte d'Albemarle                           | 1724-1772    | 1765 |                                                                               |
| 587 | Henri de Cumberland et Strathearn                             | 1745-1790    | 1767 | dev. duc de Cumberland et Strathearn                                          |
| 588 | George Spencer, 4e duc de Marlborough                         | 1739-1817    | 1768 |                                                                               |
| 589 | Augustus Fitzroy, 3e duc de Grafton                           | 1735-1811    | 1769 |                                                                               |
| 590 | Granville Leveson-Gower, vicomte Trentham                     | 1721-1803    | 1771 | dev. marquis de Stafford                                                      |
| 591 | Prince Frederick Augustus                                     | 1763-1827    | 1771 | dev. duc d'York et Albany                                                     |
| 592 | Frederick North, baron North                                  | 1732-1792    | 1772 | Non installé; dev. comte de Guilford                                          |
| 593 | Henry Howard, 12e comte de Suffolk                            | 1739-1779    | 1778 | Non installé                                                                  |
| 594 | William Henry Nassau-de-Zulestein, 4e comte de Rochford       | 1717-1781    | 1778 | Non installé                                                                  |
| 595 | Thomas Thynne, 3e vicomte Weymouth                            | 1734-1796    | 1778 | Non installé; dev. marquis de Bath                                            |
| 596 | Prince Guillaume Henri                                        | 1765-1837    | 1782 | dev. duc de Clarence et St Andrews et ensuite roi Guillaume IV du Royaume-Uni |
| 597 | Charles Lennox, 3e duc de Richmond et Lennox                  | 1735-1806    | 1782 |                                                                               |
| 598 | William Cavendish, 5e duc de Devonshire                       | 1748-1811    | 1782 |                                                                               |
| 599 | William Petty, 2e comte de Shelburne                          | 1737-1805    | 1782 | dev. marquis de Lansdowne                                                     |
| 600 | Charles Manners, 4e duc de Rutland                            | 1754-1787    | 1782 | Non installé                                                                  |
| 601 | Edward Augustus, prince de Brunswick-Lüneburg                 | 1767-1820    | 1786 | dev. duc de Kent et Strathearn                                                |
| 602 | Ernest-Auguste, prince de Brunswick-Lüneburg                  | 1771-1851    | 1786 | dev. duc de Cumberland et Teviotdale, et roi de Hanovre                       |
| 603 | Augustus Frederick, prince de Brunswick-Lüneburg              | 1773-1843    | 1786 | dev. duc de Sussex                                                            |
| 604 | Adolphus Frederick, prince de Brunswick-Lüneburg              | 1774-1850    | 1786 | dev. duc de Cambridge                                                         |
| 605 | Guillaume, landgrave de Hese-Cassel                           | 1743-1821    | 1786 |                                                                               |
| 606 | Henry Somerset, 5e duc de Beaufort                            | 1744-1803    | 1786 |                                                                               |
| 607 | George Nugent-Temple-Grenville, 1er marquis de Buckingham     | 1753-1813    | 1786 |                                                                               |
| 608 | Charles Cornwallis, 2e comte Cornwallis                       | 1738-1805    | 1786 | dev. marquis Cornwallis                                                       |
| 609 | John Frederick Sackville, 3e duc de Dorset                    | 1745-1799    | 1788 | Non installé                                                                  |
| 610 | Hugh Percy, 2e duc de Northumberland                          | 1742-1817    | 1788 |                                                                               |
| 611 | Ernest II de Saxe-Gotha-Altenbourg                            | † 1804       | 1790 |                                                                               |
| 612 | Francis Osborne, 5e duc de Leeds                              | 1751-1799    | 1790 | Non installé                                                                  |
| 613 | John Pitt, 2e comte de Chatham                                | 1756-1835    | 1790 |                                                                               |
| 614 | James Cecil, 1er marquis de Salisbury                         | 1748-1823    | 1793 |                                                                               |
| 615 | John Fane, 10e comte de Westmorland                           | 1759-1841    | 1793 |                                                                               |
| 616 | Frederick Howard, 5e comte de Carlisle                        | 1748-1825    | 1793 |                                                                               |
| 617 | Henry Scott, 3e duc de Buccleuch                              | 1746-1812    | 1794 |                                                                               |
| 618 | William Frederick, prince de Brunswick-Lüneburg               | 1776-1834    | 1794 | dev. duc de Gloucester                                                        |
| 619 | William Henry Cavendish-Bentinck, 3e duc de Portland          | 1738-1809    | 1794 |                                                                               |
| 620 | Richard Howe, 1er comte Howe                                  | 1726-1799    | 1797 | Non installé                                                                  |
| 621 | George John Spencer, 2e comte Spencer                         | 1758-1834    | 1799 |                                                                               |
| 622 | John Jeffreys Pratt, 2e comte Camden                          | 1759-1840    | 1799 | dev. marquis Camden                                                           |

## XIXesiècle
| N°  | Nom                                                                              | Vie       | Date | Notes                                                  |
| --- | -------------------------------------------------------------------------------- | --------- | ---- | ------------------------------------------------------ |
| 623 | John Ker, 3e duc de Roxburghe                                                    | 1740-1804 | 1801 |                                                        |
| 624 | John Henry Manners, 5e duc de Rutland                                            | 1778-1857 | 1803 |                                                        |
| 625 | Philip Yorke, 3e comte de Hardwicke                                              | 1757-1834 | 1803 |                                                        |
| 626 | Henry Charles Somerset, 6e duc de Beaufort                                       | 1766-1835 | 1805 |                                                        |
| 627 | John James Hamilton, 1er marquis d'Abercorn                                      | 1756-1818 | 1805 |                                                        |
| 628 | George Augustus Herbert, 11e comte de Pembroke                                   | 1759-1827 | 1805 |                                                        |
| 629 | George Finch, 9e comte de Winchilsea                                             | 1752-1826 | 1805 |                                                        |
| 630 | Philip Stanhope, 5e comte de Chesterfield                                        | 1755-1815 | 1805 |                                                        |
| 631 | George Legge, 3e comte de Dartmouth                                              | 1755-1810 | 1805 |                                                        |
| 632 | George Granville Leveson-Gower, 2e marquis de Stafford                           | 1758-1833 | 1806 | dev. duc de Sutherland                                 |
| 633 | Francis Ingram-Seymour-Conway, 2e marquis de Hertford                            | 1743-1822 | 1807 |                                                        |
| 634 | William Lowther, 1er comte de Lonsdale                                           | 1757-1844 | 1807 |                                                        |
| 635 | Richard Colley Wellesley, 1er marquis Wellesley                                  | 1760-1842 | 1810 |                                                        |
| 636 | Charles Lennox, 4e duc de Richmond et de Lennox                                  | 1764-1819 | 1812 |                                                        |
| 637 | James Graham, 3e duc de Montrose                                                 | 1755-1836 | 1812 |                                                        |
| 638 | Francis Rawdon-Hastings 2e comte de Moira                                        | 1754-1826 | 1812 | dev. marquis de Hastings                               |
| 639 | Henry Pelham Pelham-Clinton, 4e duc de Newcastle                                 | 1785-1851 | 1812 |                                                        |
| 640 | Arthur Wellesley, 1er marquis de Wellington                                      | 1769-1852 | 1813 | dev. duc de Wellington                                 |
| 641 | Alexander I, empereur de toutes les Russies                                      | 1777-1825 | 1813 |                                                        |
| 642 | Louis XVIII, roi de France                                                       | 1755-1824 | 1814 |                                                        |
| 643 | François Ier, empereur d'Autriche                                                | 1768-1835 | 1814 |                                                        |
| 644 | Frédéric-Guillaume III, roi de Prusse                                            | 1770-1840 | 1814 |                                                        |
| 645 | Robert Banks Jenkinson, 2e comte de Liverpool                                    | 1770-1828 | 1814 |                                                        |
| 646 | Robert Stewart, vicomte Castlereagh                                              | 1769-1822 | 1814 | dev. 2e marquis de Londonderry                         |
| 647 | Ferdinand VII, roi d'Espagne                                                     | 1784-1833 | 1814 |                                                        |
| 648 | Guillaume VI, prince d'Orange                                                    | 1772-1843 | 1814 | dev. Guillaume Ier, roi des Pays-Bas                   |
| 649 | Léopold Georges Frédéric, duc de Saxe-Cobourg-Saalfeld                           | 1790-1865 | 1816 | dev. Léopold Ier, roi des Belges                       |
| 650 | Henry Bathurst, 3e comte Bathurst                                                | 1762-1834 | 1817 |                                                        |
| 651 | Henry William Paget, 1er marquis d'Anglesey                                      | 1768-1854 | 1818 |                                                        |
| 652 | Hugh Percy, 3e duc de Northumberland                                             | 1785-1847 | 1819 |                                                        |
| 653 | Richard Temple-Nugent-Brydges-Chandos-Grenville, 2e marquis de Buckingham        | 1776-1839 | 1820 | dev. duc de Buckingham                                 |
| 654 | Frédéric VI, roi de Danemark                                                     | 1768-1839 | 1822 |                                                        |
| 655 | Jean VI, roi de Portugal                                                         | 1767-1826 | 1822 |                                                        |
| 656 | George James Cholmondeley, 1er marquis de Cholmondeley                           | 1749-1827 | 1822 |                                                        |
| 657 | Francis Charles Seymour-Conway, 3e marquis de Hertford                           | 1777-1842 | 1822 |                                                        |
| 658 | Thomas Thynne, 2e marquis de Bath                                                | 1765-1837 | 1823 |                                                        |
| 659 | Charles X, roi de France                                                         | 1757-1836 | 1825 |                                                        |
| 660 | Charles Sackville-Germain, 5e duc de Dorset                                      | 1767-1843 | 1826 |                                                        |
| 661 | Nicolas Ier, empereur de Russie                                                  | 1796-1855 | 1827 |                                                        |
| 662 | George Osborne, 6e duc de Leeds                                                  | 1775-1838 | 1827 |                                                        |
| 663 | William George Spencer Cavendish, 6e duc de Devonshire                           | 1790-1858 | 1827 |                                                        |
| 664 | Brownlow Cecil, 2e marquis d'Exeter                                              | 1795-1867 | 1827 |                                                        |
| 665 | Charles Gordon-Lennox, 5e duc de Richmond et de Lennox                           | 1791-1860 | 1829 |                                                        |
| 666 | George Ashburnham, 3e comte d'Ashburnham                                         | 1760-1830 | 1829 |                                                        |
| 667 | Bernard II, duc de Saxe-Meiningen                                                | 1800-1882 | 1830 |                                                        |
| 668 | Guillaume Ier, roi de Württemberg                                                | 1781-1864 | 1830 |                                                        |
| 669 | John Russell, 6e duc de Bedford                                                  | 1766-1839 | 1830 |                                                        |
| 670 | Charles Grey, 2e comte Grey                                                      | 1764-1845 | 1831 |                                                        |
| 671 | William, duc de Brunswick-Wolfenbüttel                                           | † 1884    | 1831 |                                                        |
| 672 | Bernard Edward Howard, 12e duc de Norfolk                                        | 1765-1842 | 1834 |                                                        |
| 673 | George Henry Fitzroy, 4e duc de Grafton                                          | 1760-1844 | 1834 |                                                        |
| 674 | Walter Francis Montagu-Douglas-Scott, 5e duc de Buccleuch                        | 1806-1884 | 1835 |                                                        |
| 675 | George Frederick, prince de Brunswick-Lüneburg                                   | 1819-1878 | 1835 | dev. George V, roi de Hanovre                          |
| 676 | George William, prince de Brunswick-Lüneburg                                     | 1819-1904 | 1835 | dev. duc de Cambridge                                  |
| 677 | Alexander Hamilton, 10e duc de Hamilton                                          | 1767-1852 | 1836 |                                                        |
| 678 | Henry Petty-FitzMaurice, 3e marquis de Lansdowne                                 | 1780-1863 | 1836 |                                                        |
| 679 | George Howard, 6e comte de Carlisle                                              | 1773-1848 | 1837 |                                                        |
| 680 | Edward Adolphus Seymour, 11e duc de Somerset                                     | 1775-1855 | 1837 |                                                        |
| 681 | Charles Guillaume Frédéric Émile, 3e prince de Leiningen                         | † 1856    | 1837 |                                                        |
| 682 | Ernest Ier, duc de Saxe-Cobourg-Gotha                                            | 1784-1844 | 1838 |                                                        |
| 683 | Edward Smith-Stanley, 13e comte de Derby                                         | 1775-1851 | 1839 |                                                        |
| 684 | William Harry Vane, 1er duc de Cleveland                                         | 1766-1842 | 1839 |                                                        |
| 685 | Albert, prince de Saxe-Cobourg-Gotha                                             | 1819-1861 | 1839 | dev. Albert, prince consort                            |
| 686 | George Granville William Leveson-Gower, 3e duc de Sutherland                     | 1786-1861 | 1841 |                                                        |
| 687 | Robert Grosvenor, 1er marquis de Westminster                                     | 1767-1845 | 1841 |                                                        |
| 688 | Frederick William IV, roi de Prusse                                              | 1795-1861 | 1842 |                                                        |
| 689 | Frédéric-Auguste II, roi de Saxe                                                 | 1797-1854 | 1842 |                                                        |
| 690 | Henry Somerset, 7e duc de Beaufort                                               | 1792-1853 | 1842 |                                                        |
| 691 | Richard Temple-Nugent-Brydges-Chandos-Grenville, 2e duc de Buckingham et Chandos | 1797-1861 | 1842 |                                                        |
| 692 | James Brownlow William Gascoyne-Cecil, 2e marquis de Salisbury                   | 1791-1868 | 1842 |                                                        |
| 693 | Henry Vane, 2e duc de Cleveland                                                  | 1788-1864 | 1842 |                                                        |
| 694 | Louis-Philippe Ier, roi des Français                                             | 1773-1850 | 1844 |                                                        |
| 695 | Ernest II, duc de Saxe-Cobourg et Gotha                                          | 1818-1893 | 1844 |                                                        |
| 696 | Thomas Philip de Grey, 2e comte de Grey                                          | 1781-1859 | 1844 |                                                        |
| 697 | James Hamilton, 2e marquis d'Abercorn                                            | 1811-1885 | 1844 | dev. duc d'Abercorn                                    |
| 698 | Charles Chetwynd-Talbot, 2e comte Talbot                                         | 1777-1849 | 1844 |                                                        |
| 699 | Edward Herbert, 2e comte de Powis                                                | 1785-1848 | 1844 |                                                        |
| 700 | George Charles Pratt, 2e marquis Camden                                          | 1799-1866 | 1846 |                                                        |
| 701 | Richard Seymour-Conway, 4e marquis de Hertford                                   | 1800-1870 | 1846 |                                                        |
| 702 | Francis Russell, 7e duc de Bedford                                               | 1788-1861 | 1847 |                                                        |
| 703 | Henry Charles Howard, 13e duc de Norfolk                                         | 1791-1856 | 1848 |                                                        |
| 704 | George Villiers, 4e comte de Clarendon                                           | 1800-1870 | 1849 |                                                        |
| 705 | Frederick Spencer, 4e comte Spencer                                              | 1798-1857 | 1849 |                                                        |
| 706 | Constantine Henry Phipps, 1er marquis de Normanby                                | 1797-1863 | 1851 |                                                        |
| 707 | Charles William Wentworth-FitzWilliam, 5e comte FitzWilliam                      | 1786-1857 | 1851 |                                                        |
| 708 | Algernon Percy, 4e duc de Northumberland                                         | 1792-1865 | 1853 |                                                        |
| 709 | Charles William Vane-Stewart, 3e marquis de Londonderry                          | 1778-1854 | 1853 |                                                        |
| 710 | George William Frederick Howard, 7e comte de Carlisle                            | 1802-1864 | 1855 |                                                        |
| 711 | Francis Egerton, 1er comte d'Ellesmere                                           | 1800-1857 | 1855 |                                                        |
| 712 | George Hamilton-Gordon, 4e comte d'Aberdeen                                      | 1784-1860 | 1855 |                                                        |
| 713 | Napoléon III, empereur des Français                                              | 1808-1873 | 1855 |                                                        |
| 714 | Victor-Emmanuel II, roi de Sardaigne                                             | 1820-1878 | 1855 | dev. Victor-Emmanuel II, roi d'Italie                  |
| 715 | Hugh Fortescue, 2e comte Fortescue                                               | 1783-1861 | 1856 |                                                        |
| 716 | Henry John Temple, 3e vicomte Palmerston                                         | 1784-1865 | 1856 |                                                        |
| 717 | Abdul Medjid, sultan de Turquie                                                  | 1823-1861 | 1856 |                                                        |
| 718 | Granville George Leveson-Gower, 2e comte Granville                               | 1815-1891 | 1857 |                                                        |
| 719 | Richard Grosvenor, 2e marquis de Westminster                                     | 1795-1869 | 1857 |                                                        |
| 720 | Frédéric, prince héritier de Prusse                                              | 1831-1888 | 1858 | dev. Frédéric III de Prusse                            |
| 721 | Arthur Wellesley, 2e duc de Wellington                                           | 1807-1884 | 1858 |                                                        |
| 722 | William Cavendish, 7e duc de Devonshire                                          | 1808-1891 | 1858 |                                                        |
| 723 | Pierre V, roi de Portugal                                                        | 1837-1861 | 1858 |                                                        |
| 724 | Albert Édouard, prince de Galles                                                 | 1841-1910 | 1858 | dev. Édouard VII du Royaume-Uni                        |
| 725 | Dudley Ryder, 2e comte de Harrowby                                               | 1798-1882 | 1859 |                                                        |
| 726 | Edward Smith-Stanley, 14e comte de Derby                                         | 1799-1869 | 1859 |                                                        |
| 727 | Henry Pelham-Clinton, 5e duc de Newcastle                                        | 1811-1864 | 1860 |                                                        |
| 728 | Guillaume Ier, roi de Prusse                                                     | 1797-1888 | 1861 | dev. empereur d'Allemagne                              |
| 729 | Charles John Canning, 1er comte Canning                                          | 1812-1862 | 1862 |                                                        |
| 730 | Edward Adolphus Seymour, 12e duc de Somerset                                     | 1804-1885 | 1862 |                                                        |
| 731 | John Russell, 1er comte Russell                                                  | 1792-1878 | 1862 |                                                        |
| 732 | Anthony Ashley-Cooper, 7e comte de Shaftesbury                                   | 1801-1885 | 1862 |                                                        |
| 733 | William Thomas Spencer Wentworth-FitzWilliam, 6e comte FitzWilliam               | 1815-1902 | 1862 |                                                        |
| 734 | Prince Louis de Hesse et du Rhin                                                 | 1837-1892 | 1862 | dev. Louis IV, grand duc de Hesse                      |
| 735 | Frédéric-Guillaume, grand duc de Mecklenburg-Strelitz                            | 1819-1904 | 1862 |                                                        |
| 736 | Prince Alfred Ernest de Saxe-Cobourg et Gotha                                    | 1844-1900 | 1863 | dev. duc de Saxe-Cobourg et Gotha                      |
| 737 | Henry Grey, 3e comte Grey                                                        | 1802-1894 | 1863 |                                                        |
| 738 | George Granville William Leveson-Gower, 3e duc de Sutherland                     | 1828-1892 | 1864 |                                                        |
| 739 | George William Frederick Brudenell-Bruce, 2e marquis d'Ailesbury                 | 1804-1878 | 1864 |                                                        |
| 740 | Henry Petty-Fitzmaurice, 4e marquis de Lansdowne                                 | 1816-1866 | 1864 |                                                        |
| 741 | John Poyntz Spencer, 5e comte Spencer                                            | 1835-1910 | 1865 |                                                        |
| 742 | Harry George Powlett, 4e duc de Cleveland                                        | 1803-1891 | 1865 |                                                        |
| 743 | Louis Ier, roi de Portugal                                                       | 1838-1889 | 1865 |                                                        |
| 744 | Christian IX, roi de Danemark                                                    | 1818-1906 | 1865 |                                                        |
| 745 | Louis III, grand duc de Hesse et du Rhin                                         | 1806-1877 | 1865 |                                                        |
| 746 | Francis Thomas de Grey Cowper, 7e comte Cowper                                   | 1834-1905 | 1865 |                                                        |
| 747 | Henry Richard Charles Wellesley, 1er comte Cowley                                | 1804-1884 | 1866 |                                                        |
| 748 | Léopold II, roi des Belges                                                       | 1835-1909 | 1866 |                                                        |
| 749 | Prince Christian Augustus de Schleswig-Holstein                                  | 1831-1917 | 1866 |                                                        |
| 750 | Charles Henry Gordon-Lennox, 6e duc de Richmond et de Lennox                     | 1818-1903 | 1867 |                                                        |
| 751 | Charles Cecil John Manners, 6e duc de Rutland                                    | 1815-1888 | 1867 |                                                        |
| 752 | Henry Charles Fitzroy Somerset, 8e duc de Beaufort                               | 1824-1899 | 1867 |                                                        |
| 753 | Arthur du Royaume-Uni                                                            | 1850-1942 | 1867 | dev. duc de Connaught et Strathearn                    |
| 754 | François-Joseph Ier, empereur d'Autriche                                         | 1830-1916 | 1867 | Nomination annulée 1915                                |
| 755 | Alexandre II, empereur de Russie                                                 | 1818-1881 | 1867 |                                                        |
| 756 | Abdulaziz, sultan de l'Empire ottoman                                            | 1830-1876 | 1867 |                                                        |
| 757 | John Spencer-Churchill, 7e duc de Marlborough                                    | 1822-1883 | 1868 |                                                        |
| 758 | Prince Leopold George Duncan Albert                                              | 1853-1884 | 1869 | dev. duc d'Albany                                      |
| 759 | Stratford Canning, vicomte Stratford de Redcliffe                                | 1786-1880 | 1869 |                                                        |
| 760 | George Robinson, 2e comte de Ripon                                               | 1827-1909 | 1869 | dev. marquis de Ripon                                  |
| 761 | Hugh Grosvenor, 3e marquis de Westminster                                        | 1825-1899 | 1870 | dev. duc de Westminster                                |
| 762 | Pierre II, empereur de Brésil                                                    | 1825-1891 | 1871 |                                                        |
| 763 | Thomas Dundas, 2e comte de Zetland                                               | 1795-1873 | 1872 |                                                        |
| 764 | Nasr ed-Din, shah d'Iran                                                         | 1831-1896 | 1873 |                                                        |
| 765 | Thomas William Coke, 2e comte de Leicester                                       | 1822-1909 | 1873 |                                                        |
| 766 | Georges Ier, roi des Hellènes                                                    | 1845-1913 | 1876 |                                                        |
| 767 | Prince Guillaume de Prusse                                                       | 1859-1941 | 1877 | dev. Guillaume II d'Allemagne; Nomination annulée 1915 |
| 768 | Humbert Ier, roi d'Italie                                                        | 1844-1900 | 1878 |                                                        |
| 769 | Ernest-Auguste II de Hanovre, 3e duc de Cumberland                               | 1845-1923 | 1878 | Nomination annulée 1915                                |
| 770 | Benjamin Disraeli, 1er comte de Beaconsfield                                     | 1804-1881 | 1878 |                                                        |
| 771 | Robert Arthur Talbot Gascoyne-Cecil, 3e marquis de Salisbury                     | 1830-1903 | 1878 |                                                        |
| 772 | Francis Charles Hastings Russell, 9e duc de Bedford                              | 1819-1891 | 1880 |                                                        |
| 773 | Alexandre III, empereur de toutes les Russies                                    | 1845-1894 | 1881 |                                                        |
| 774 | Oscar II, roi de Suède et Norvège                                                | 1829-1907 | 1881 |                                                        |
| 775 | Alfonso XII, roi d'Espagne                                                       | 1857-1885 | 1881 |                                                        |
| 776 | Albert, roi de Saxe                                                              | 1828-1902 | 1882 |                                                        |
| 777 | Guillaume III, roi des Pays-Bas                                                  | 1817-1890 | 1882 |                                                        |
| 778 | Augustus Charles Lennox Fitzroy, 7e duc de Grafton                               | 1821-1918 | 1883 |                                                        |
| 779 | Prince Albert Victor de Galles                                                   | 1864-1892 | 1883 | dev. duc de Clarence et Avondale                       |
| 780 | George Douglas Campbell, 8e duc d'Argyll                                         | 1823-1900 | 1884 |                                                        |
| 781 | Edward Henry Stanley, 15e comte de Derby                                         | 1826-1893 | 1884 |                                                        |
| 782 | Prince George Frederick Ernest Albert de Galles                                  | 1865-1936 | 1884 | dev. George V du Royaume-Uni                           |
| 783 | John Wodehouse, 1er comte de Kimberley                                           | 1826-1902 | 1885 |                                                        |
| 784 | William Compton, 4e marquis de Northampton                                       | 1818-1897 | 1885 |                                                        |
| 785 | William Philip Molyneux, 4e comte de Sefton                                      | 1835-1897 | 1885 |                                                        |
| 786 | Prince Henry de Battenberg                                                       | 1858-1896 | 1885 |                                                        |
| 787 | Algernon George Percy, 6e duc de Northumberland                                  | 1810-1899 | 1886 |                                                        |
| 788 | William Nevill, 1er marquis d'Abergavenny                                        | 1826-1915 | 1886 |                                                        |
| 789 | Henry Fitzalan-Howard, 15e duc de Norfolk                                        | 1847-1917 | 1886 |                                                        |
| 790 | Rudolph prince héritier d'Autriche                                               | 1858-1889 | 1887 |                                                        |
| 791 | Charles Vane-Tempest-Stewart, 6e marquis de Londonderry                          | 1852-1915 | 1888 |                                                        |
| 792 | Prince Henri de Prusse                                                           | 1862-1929 | 1889 | Nomination annulée 1915                                |
| 793 | Charles, roi de Würtemberg                                                       | 1823-1891 | 1890 |                                                        |
| 794 | Victor-Emmanuel, prince de Naples                                                | 1869-1947 | 1891 | dev. Victor-Emmanuel III, roi d'Italie                 |
| 795 | John James Robert Manners, 7e duc de Rutland                                     | 1818-1906 | 1891 |                                                        |
| 796 | George Henry Cadogan, 5e comte Cadogan                                           | 1840-1915 | 1891 |                                                        |
| 797 | Prince Ernest Louis de Hesse                                                     | 1868-1937 | 1892 | Nomination annulée 1915                                |
| 798 | Carol Ier, roi de Roumanie                                                       | 1839-1914 | 1892 |                                                        |
| 799 | Spencer Compton Cavendish, 8e duc de Devonshire                                  | 1833-1908 | 1892 |                                                        |
| 800 | James Hamilton, 2e duc d'Abercorn                                                | 1838-1913 | 1892 |                                                        |
| 801 | Archibald Philip Primrose, 5e comte de Rosebery                                  | 1847-1929 | 1892 |                                                        |
| 802 | Grand duc Nicolas Alexandrovitch de Russie                                       | 1868-1918 | 1893 | dev. Nicolas II, empereur de toutes les Russies        |
| 803 | Gavin Campbell, 1er marquis de Breadalbane                                       | 1851-1922 | 1894 |                                                        |
| 804 | Alfred, prince héréditaire de Saxe-Cobourg et Gotha                              | 1874-1899 | 1894 |                                                        |
| 805 | Henry Petty-Fitzmaurice, 5e marquis de Lansdowne                                 | 1845-1927 | 1895 |                                                        |
| 806 | Charles Ier, roi de Portugal                                                     | 1863-1908 | 1895 |                                                        |
| 807 | Prince couronné Frédéric de Danemark                                             | 1870-1947 | 1896 | dev. Frédéric VIII, roi de Danemark                    |
| 808 | Frederick Arthur Stanley, 16e comte de Derby                                     | 1841-1908 | 1897 |                                                        |
| 809 | William Montagu-Douglas-Scott, 6e duc de Buccleuch                               | 1831-1914 | 1897 |                                                        |
| 810 | Victor Alexander Bruce, 9e comte d'Elgin                                         | 1849-1917 | 1899 |                                                        |
| 811 | Henry Percy, 7e duc de Northumberland                                            | 1846-1918 | 1899 |                                                        |
| 812 | William Cavendish-Bentinck, 6e duc de Portland                                   | 1857-1943 | 1900 |                                                        |

## XXesiècle
| N°  | Nom                                                                   | Vie         | Date | Notes                                          |
| --- | --------------------------------------------------------------------- | ----------- | ---- | ---------------------------------------------- |
| 813 | Frederick Sleigh Roberts, 1er baron Roberts                           | 1832-1914   | 1901 | dev. comte Roberts                             |
| 814 | Frédérick Guillaume, prince héritier de l'empire Allemand             | 1882-1951   | 1901 | Nomination annulée 1915                        |
| L1  | Reine consort Alexandra du Royaume-Uni                                | 1844-1925   | 1901 |                                                |
| 815 | Alphonse XIII, roi d'Espagne                                          | 1886-1941   | 1902 |                                                |
| 816 | Herbrand Arthur Russell, 11e duc de Bedford                           | 1858-1940   | 1902 |                                                |
| 817 | Charles Richard John Spencer-Churchill, 9e duc de Marlborough         | 1871-1934   | 1902 |                                                |
| 818 | Grand duc Michel de Russie                                            | 1878-1918   | 1902 | dev. Michel II, empereur de toutes les Russies |
| 819 | Archiduc François-Ferdinand d'Autriche                                | 1863-1914   | 1902 |                                                |
| 820 | Prince Emmanuel-Philibert de Savoie, duc d'Aosta                      | 1869-1931   | 1902 |                                                |
| 821 | Louis Philippe, prince héritier de Portugal                           | 1887-1908   | 1902 |                                                |
| 822 | Charles-Édouard, duc de Saxe-Cobourg et Gotha                         | 1884-1954   | 1902 | Rayé de la liste 1915                          |
| 823 | Prince Arthur de Connaught                                            | 1883-1938   | 1902 |                                                |
| 824 | Arthur Charles Wellesley, 4e duc de Wellington                        | 1849-1934   | 1902 |                                                |
| 825 | Cromartie Sutherland Leveson-Gower, 4e duc de Sutherland              | 1851-1913   | 1902 |                                                |
| 826 | Muzaffir al-Din, shah de Perse                                        | 1853-1907   | 1903 |                                                |
| 827 | Guillaume II, roi de Wurtemberg                                       | 1848-1921   | 1904 | Nomination annulée 1915                        |
| 828 | Gustave, prince héritier de Suède                                     | 1858-1950   | 1905 | dev. Gustave V, roi de Suède                   |
| 829 | Charles Henry Gordon-Lennox, 7e duc de Richmond et Lennox             | 1845-1928   | 1905 |                                                |
| 830 | Meiji, empereur du Japon                                              | 1852-1912   | 1905 |                                                |
| 831 | Frédéric Ier, grand duc de Bade                                       | 1826-1907   | 1906 |                                                |
| 832 | Charles Robert Wynn-Carrington, 1er comte Carrington                  | 1843-1928   | 1906 | dev. marquis de Lincolnshire                   |
| 833 | Haakon VII, roi de Norvège                                            | 1872-1957   | 1906 |                                                |
| 834 | Robert Offley Ashburton Crewe-Milnes, 1er comte de Crewe              | 1858-1945   | 1908 | dev. marquis de Crewe                          |
| 835 | William George Spencer Scott Compton, 5e marquis de Northampton       | 1851-1913   | 1908 |                                                |
| 836 | John George Lambton, 3e comte de Durham                               | 1855-1928   | 1909 |                                                |
| 837 | William Waldegrave Palmer, 2e comte de Selborne                       | 1859-1942   | 1909 |                                                |
| 838 | Manuel II, roi de Portugal                                            | 1889-1932   | 1909 |                                                |
| L2  | Reine consort Mary du Royaume-Uni                                     | 1867-1953   | 1910 |                                                |
| 839 | Gilbert John Elliot, 4e comte de Minto                                | 1845-1914   | 1910 |                                                |
| 840 | Léopold, prince régent de Bavière                                     | 1821-1912   | 1911 |                                                |
| 841 | Édouard, prince de Galles                                             | 1894-1972   | 1911 | dev. Édouard VIII du Royaume-Uni               |
| 842 | Adolphe-Frédéric V, grand duc de Mecklembourg-Strelitz                | 1848-1914   | 1911 |                                                |
| 843 | John Campbell, 9e duc d'Argyll                                        | 1845-1914   | 1911 |                                                |
| 844 | Alexander William George Duff, 1er duc de Fife                        | 1849-1912   | 1911 |                                                |
| 845 | Yoshihito, empereur du Japon                                          | 1879-1926   | 1912 |                                                |
| 846 | Edward Grey                                                           | 1862-1933   | 1912 | dev. vicomte Gray de Fallodon                  |
| 847 | Charles Robert Spencer, 6e comte Spencer                              | 1857-1922   | 1913 |                                                |
| 848 | Christian X, roi de Danemark                                          | 1870-1947   | 1914 |                                                |
| 849 | William Lygon, 7e comte Beauchamp                                     | 1872-1938   | 1914 |                                                |
| 850 | Albert Ier, roi des Belges                                            | 1875-1934   | 1914 |                                                |
| 851 | Edward George Villiers Stanley, 17e comte de Derby                    | 1865-1948   | 1915 |                                                |
| 852 | Edwyn Francis Scudamore-Stanhope, 10e comte de Chesterfield           | 1854-1933   | 1915 |                                                |
| 853 | Horatio Herbert Kitchener, 1er comte Kitchener de Khartoum            | 1850-1916   | 1915 |                                                |
| 854 | George Nathaniel Curzon, 1er comte Curzon de Kedleston                | 1859-1925   | 1916 | dev. marquis Curzon de Kedleston               |
| 855 | Victor Christian William Cavendish, 9e duc de Devonshire              | 1868-1938   | 1916 |                                                |
| 856 | Charles Hardinge, 1er baron Hardinge de Penshurst                     | 1858-1944   | 1916 |                                                |
| 857 | Prince Albert Frédéric Arthur George                                  | 1895-1952   | 1916 | dev. George VI du Royaume-Uni                  |
| 858 | James Edward Hubert Gascoyne-Cecil, 4e marquis de Salisbury           | 1861-1947   | 1917 |                                                |
| 859 | Thomas Henry Thynne, 5e marquis de Bath                               | 1862-1946   | 1917 |                                                |
| 860 | Henry John Brinsley Manners, 8e duc de Rutland                        | 1852-1925   | 1918 |                                                |
| 861 | Charles Vane-Tempest-Stewart, 7e marquis de Londonderry               | 1878-1949   | 1919 |                                                |
| 862 | Alfred Milner, 1er vicomte Milner                                     | 1854-1925   | 1921 |                                                |
| 863 | Prince Henry William Frederick Albert                                 | 1900-1974   | 1921 | dev. duc de Gloucester                         |
| 864 | Henry George Charles Lascelles, vicomte Lascelles                     | 1882-1947   | 1922 | dev. comte de Harewood                         |
| 865 | Arthur James Balfour, 1er comte de Balfour                            | 1848-1930   | 1922 |                                                |
| 866 | Prince George Edward Alexander Edmund                                 | 1902-1942   | 1923 | dev. duc de Kent                               |
| 867 | Ferdinand Ier, roi de Roumanie                                        | 1865-1927   | 1924 |                                                |
| 868 | Edmund Bernard Fitzalan-Howard, 1er vicomte Fitzalan de Derwent       | 1855-1947   | 1925 |                                                |
| 869 | Alan Ian Percy, 8e duc de Northumberland                              | 1880-1930   | 1925 |                                                |
| 870 | Herbert Henry Asquith, 1er comte d'Oxford et Asquith                  | 1852-1928   | 1925 |                                                |
| 871 | Joseph Austen Chamberlain                                             | 1863-1937   | 1925 |                                                |
| 872 | Alexander Cambridge, 1er comte d'Athlone                              | 1874-1957   | 1928 |                                                |
| 873 | James Albert Edward Hamilton, 3e duc d'Abercorn                       | 1869-1953   | 1928 |                                                |
| 874 | William Henry Grenfell, 1er baron Desborough                          | 1855-1945   | 1928 |                                                |
| 875 | Hugh Cecil Lowther, 5e comte de Lonsdale                              | 1857-1944   | 1928 |                                                |
| 876 | Hirohito, empereur du Japon                                           | 1901-1989   | 1929 | Dégradé 1941 ; Restauré 1971                   |
| 877 | Aldred Frederick George Beresford Lumley, 10e comte de Scarborough    | 1857-1945   | 1929 |                                                |
| 878 | Edward Frederick Lindley Wood, 1er baron Irwin                        | 1881-1959   | 1931 | dev. comte de Halifax                          |
| 879 | Victor Bulwer-Lytton, 2e comte de Lytton                              | 1876-1947   | 1933 |                                                |
| 880 | James Stanhope, 7e comte Stanhope                                     | 1880-1967   | 1934 |                                                |
| 881 | Charles Alfred Worlsey Pelham, 4e comte d'Yarborough                  | 1859-1936   | 1935 |                                                |
| 882 | Léopold III, roi des Belges                                           | 1901-1983   | 1935 |                                                |
| L3  | Reine consort Elizabeth du Royaume-Uni                                | 1900-2002   | 1936 |                                                |
| 883 | George Herbert Hyde Villiers, 6e comte de Clarendon                   | 1877-1955   | 1937 |                                                |
| 884 | Bernard Marmaduke Howard, 16e duc de Norfolk                          | 1908-1975   | 1937 |                                                |
| 885 | William Cecil, 5e marquis d'Exeter                                    | 1876-1956   | 1937 |                                                |
| 886 | Claude George Bowes-Lyon, 14e comte de Strathmore et Kinghorne        | 1855-1944   | 1937 |                                                |
| 887 | Henry Hugh Arthur Fitzroy Somerset, 10e duc de Beaufort               | 1900-1984   | 1937 |                                                |
| 888 | Stanley Baldwin, 1er comte Baldwin de Bewdley                         | 1867-1947   | 1937 |                                                |
| 889 | Georges II, roi des Hellènes                                          | 1890-1947   | 1938 |                                                |
| 890 | Carol II, roi de Roumanie                                             | 1893-1953   | 1938 |                                                |
| 891 | Prince Paul de Yougoslavie                                            | 1893-1976   | 1939 |                                                |
| 892 | Edward William Spencer Cavendish, 10e duc de Devonshire               | 1895-1950   | 1941 |                                                |
| 893 | Lawrence John Lumley Dundas, 2e marquis de Zetland                    | 1876-1971   | 1942 |                                                |
| 894 | Victor Alexander John Hope, 2e marquis de Linlithgow                  | 1887-1952   | 1943 |                                                |
| L4  | Wilhelmine, reine des Pays-Bas                                        | 1880-1962   | 1944 | Plus tard princesse des Pays-Bas               |
| 895 | Christopher Addison, 1er vicomte Addison                              | 1869-1951   | 1946 |                                                |
| 896 | Robert Arthur Gascoyne-Cecil, 5e marquis de Salisbury                 | 1893-1972   | 1946 |                                                |
| 897 | Louis Mountbatten, 1er vicomte Mountbatten de Burma                   | 1900-1979   | 1946 | dev. comte Mountbatten de Birmanie             |
| 898 | Alan Francis Brooke, 1er vicomte Alanbrooke                           | 1883-1963   | 1946 |                                                |
| 899 | Charles Frederick Algernon Portal, vicomte Portal de Hungerford       | 1893-1969   | 1946 |                                                |
| 900 | Harold Alexander, 1er vicomte Alexander de Tunis                      | 1891-1969   | 1946 | dev. comte Alexander de Tunis                  |
| 901 | Bernard Montgomery, 1er vicomte Montgomery d'Alamein                  | 1887-1976   | 1946 |                                                |
| L5  | Princesse Elizabeth Alexandra Mary                                    | 1926-2022   | 1946 | dev. Elizabeth II du Royaume-Uni               |
| 902 | Philip Mountbatten, duc d'Édimbourg                                   | 1921-2021   | 1947 |                                                |
| 903 | William Arthur Henry Cavendish-Bentinck, 7e duc de Portland           | 1893-1977   | 1948 |                                                |
| 904 | William George Arthur Ormsby-Gore, 4e baron Harlech                   | 1885-1964   | 1948 |                                                |
| 905 | Lawrence Roger Lumley, 11e comte de Scarbrough                        | 1896-1969   | 1948 |                                                |
| 906 | Bertram Francis Gurdon, 2e baron Cranworth                            | 1877-1964   | 1948 |                                                |
| 907 | Gerald Wellesley, 7e duc de Wellington                                | 1885-1972   | 1951 |                                                |
| 908 | Hugh William Fortescue, 5e comte Fortescue                            | 1888-1958   | 1951 |                                                |
| 909 | Wentworth Henry Canning Beaumont, 2e vicomte Allendale                | 1890-1956   | 1951 |                                                |
| 910 | Frédéric IX, roi de Danemark                                          | 1899-1972   | 1951 |                                                |
| 911 | William Spencer Leveson-Gower, 4e comte Granville                     | 1880-1953   | 1952 |                                                |
| 912 | Winston Churchill                                                     | 1874-1965   | 1953 |                                                |
| 913 | Gustave VI Adolphe, roi de Suède                                      | 1882-1973   | 1954 |                                                |
| 914 | Hailé Sélassié, empereur d'Éthiopie                                   | 1892-1975   | 1954 |                                                |
| 915 | Anthony Eden                                                          | 1897-1977   | 1954 |                                                |
| 916 | Rupert Edward Lee Guinness, 2e comte d'Iveagh                         | 1874-1967   | 1955 |                                                |
| 917 | Clement Attlee                                                        | 1883-1967   | 1956 |                                                |
| 918 | Hastings Lionel Ismay, 1er baron Ismay                                | 1887-1965   | 1957 |                                                |
| 919 | Michael Guy Percival Willoughby, 11e baron Middleton                  | 1887-1970   | 1957 |                                                |
| L6  | Juliana, reine des Pays-Bas                                           | 1909-2004   | 1958 |                                                |
| 920 | Charles, prince de Galles                                             | né en 1948  | 1958 | dev. Charles III du Royaume-Uni                |
| 921 | William Joseph Slim                                                   | 1891-1970   | 1959 | dev. vicomte Slim                              |
| 922 | Hugh Algernon Percy, 10e duc de Northumberland                        | 1914-1988   | 1959 |                                                |
| 923 | Olav V, roi de Norvège                                                | 1903-1991   | 1959 |                                                |
| 924 | William Pleydell-Bouverie, 7e comte de Radnor                         | 1895-1968   | 1960 |                                                |
| 925 | Edward Kenelm Digby, 11e baron Digby                                  | 1894-1964   | 1960 |                                                |
| 926 | John de Vere Loder, 2e baron Wakehurst                                | 1895-1970   | 1962 |                                                |
| 927 | Baudouin Ier, roi des Belges                                          | 1930-1993   | 1963 |                                                |
| 928 | Paul Ier, roi des Hellènes                                            | 1901-1964   | 1963 |                                                |
| 929 | Gerald Walter Robert Templer                                          | 1898-1979   | 1963 |                                                |
| 930 | Albert Victor Alexander, 1er comte Alexander de Hillsborough          | 1885-1965   | 1964 |                                                |
| 931 | Charles John Lyttelton, 10e vicomte Cobham                            | 1909-1977   | 1964 |                                                |
| 932 | Basil Stanlake Brooke, 1er vicomte Brookeborough                      | 1888-1973   | 1965 |                                                |
| 933 | Edward Ettingdene Bridges, 1er baron Bridges                          | 1892-1969   | 1965 |                                                |
| 934 | Derick Heathcoat-Amory, 1er vicomte Amory                             | 1899-1981   | 1968 |                                                |
| 935 | William Philip Sidney, 1er vicomte de L'Isle                          | 1909-1991   | 1968 |                                                |
| 936 | Richard Gardiner Casey, baron Casey                                   | 1890-1976   | 1969 |                                                |
| 937 | Alexander Francis St Vincent Baring, 6e baron Ashburton               | 1898-1991   | 1969 |                                                |
| 938 | Oliver Lyttelton, 1er vicomte Chandos                                 | 1893-1972   | 1970 |                                                |
| 939 | Cameron Fromanteel Cobbold, 1er baron Cobbold                         | 1904-1987   | 1970 |                                                |
| 940 | Edmund Bacon                                                          | 1903-1982   | 1970 |                                                |
| 941 | Cennydd Traherne                                                      | 1910-1995   | 1970 |                                                |
| 942 | Geoffrey Noel Waldegrave, 12e comte Waldegrave                        | 1905-1995   | 1971 |                                                |
| 943 | Francis Aungier Pakenham, 7e comte de Longford                        | 1905-2001   | 1971 |                                                |
| 944 | Richard Austen Butler, baron Butler de Saffron Walden                 | 1902-1982   | 1971 |                                                |
| 945 | Hervey Rhodes, baron Rhodes                                           | 1895-1987   | 1972 |                                                |
| 946 | Evelyn Baring, 1er baron Howick de Glendale                           | 1903-1973   | 1972 |                                                |
| 947 | Charles Garrett Ponsonby Moore, 11e comte de Drogheda                 | 1910-1989   | 1972 |                                                |
| 948 | Jean, grand duc de Luxembourg                                         | 1921-2019   | 1972 | Grand duc de Luxembourg 1964-2000              |
| 949 | Edward Arthur Alexander Shackleton, baron Shackleton                  | 1911-1994   | 1974 |                                                |
| 950 | Humphrey Trevelyan, baron Trevelyan                                   | 1905-1985   | 1974 |                                                |
| 951 | John Nevill (5e marquis d'Abergavenny)                                | 1914-2000   | 1974 |                                                |
| 952 | Harold Wilson                                                         | 1916-1995   | 1976 |                                                |
| 953 | Hugh Denis Charles FitzRoy, 11e duc de Grafton                        | 1919-2011   | 1976 |                                                |
| 954 | Rowland Stanley Baring, 3e comte de Cromer                            | 1918-1991   | 1977 |                                                |
| 955 | Charles Elworthy                                                      | 1911-1993   | 1977 |                                                |
| 956 | Henry Cecil John Hunt, baron Hunt                                     | 1910-1998   | 1979 |                                                |
| 957 | Paul Meernaa Caedwalla Hasluck                                        | 1905-1993   | 1979 |                                                |
| L7  | Marguerite II, reine du Danemark                                      | née en 1940 | 1979 | Reine du Danemark 1972–2024                    |
| 958 | Keith Jacka Holyoake                                                  | 1904-1983   | 1980 |                                                |
| 959 | Richard Hull                                                          | 1907-1989   | 1980 |                                                |
| 960 | Miles Fitzalan-Howard (17e duc de Norfolk)                            | 1915-2002   | 1983 |                                                |
| 961 | Terence Lewin                                                         | 1920-1999   | 1983 |                                                |
| 962 | Gordon William Humphreys Richardson, baron Richardson de Duntisbourne | 1915-2010   | 1983 |                                                |
| 963 | Charles XVI Gustave, roi de Suède                                     | né en 1946  | 1983 | Roi de Suède depuis 1973                       |
| 964 | Oswald Constantine John Phipps, 4e marquis de Normanby                | 1912-1994   | 1985 |                                                |
| 965 | Peter Alexander Rupert Carington, 6e baron Carrington                 | 1919-2018   | 1985 |                                                |
| 966 | Prince Edward, duc de Kent                                            | né en 1935  | 1985 |                                                |
| 967 | James Callaghan                                                       | 1912-2005   | 1987 |                                                |
| 968 | Philip William Bryce Lever, 3e vicomte Leverhulme                     | 1915-2000   | 1988 |                                                |
| 969 | Quintin McGarel Hogg, baron Hailsham de St Marylebone                 | 1907-2001   | 1988 |                                                |
| 970 | Juan Carlos Ier, roi d'Espagne                                        | né en 1938  | 1988 | Roi d'Espagne 1975-2014                        |
| L8  | Beatrix, reine des Pays-Bas                                           | née en 1938 | 1989 | Reine des Pays-Bas 1980-2013                   |
| 971 | Lavinia Fitzalan-Howard                                               | 1916-1995   | 1990 |                                                |
| 972 | Arthur Valerian Wellesley, 8e duc de Wellington                       | 1915-2014   | 1990 |                                                |
| 973 | Edwin Bramall                                                         | 1923-2019   | 1990 |                                                |
| 974 | Edward Heath                                                          | 1916-2005   | 1992 |                                                |
| 975 | Matthew White Ridley, 4e vicomte Ridley                               | 1925-2012   | 1992 |                                                |
| 976 | John Sainsbury                                                        | 1927-2022   | 1992 |                                                |
| L9  | Princesse royale Anne du Royaume-Uni                                  | née en 1950 | 1994 |                                                |
| 977 | John Baring (7e baron Ashburton)                                      | 1928-2020   | 1994 |                                                |
| 978 | Robin Leigh-Pemberton                                                 | 1927-2013   | 1994 |                                                |
| 979 | Ninian Stephen                                                        | 1923-2017   | 1994 |                                                |
| 980 | Margaret Thatcher, baronne Thatcher                                   | 1925-2013   | 1995 |                                                |
| 981 | Edmund Hillary                                                        | 1919-2008   | 1995 |                                                |
| 982 | Andrew Cavendish (11e duc de Devonshire)                              | 1920-2004   | 1996 |                                                |
| 983 | Timothy Colman                                                        | 1929-2021   | 1996 |                                                |
| 984 | Richard de Gloucester                                                 | né en 1944  | 1997 |                                                |
| 985 | Akihito, empereur du Japon                                            | né en 1933  | 1998 | Empereur du Japon 1989-2019                    |
| 986 | James Hamilton, 5e duc d'Abercorn                                     | né en 1934  | 1999 |                                                |
| 987 | William Gladstone (7e baronnet)                                       | 1925-2018   | 1999 |                                                |

## XXIesiècle
| N°   | Nom                                                  | Vie         | Date | Notes                                     |
| ---- | ---------------------------------------------------- | ----------- | ---- | ----------------------------------------- |
| 988  | Peter Inge, baron Inge                               | 1935-2022   | 2001 |                                           |
| 989  | Sir Antony Acland                                    | 1930-2021   | 2001 |                                           |
| 990  | Harald V, roi de Norvège                             | né en 1937  | 2001 | Roi de Norvège depuis 1991                |
| L10  | Princesse Alexandra, l'honorable lady Ogilvy         | née en 1936 | 2003 |                                           |
| 991  | Gerald Cavendish Grosvenor, 6e duc de Westminster    | 1951-2016   | 2003 |                                           |
| 992  | Robin Butler, baron Butler de Brockwell              | né en 1938  | 2003 |                                           |
| 993  | John Morris, baron Morris d'Aberavon                 | 1931-2023   | 2003 |                                           |
| 994  | Sir John Major                                       | né en 1943  | 2005 |                                           |
| 995  | Tom Bingham, baron Bingham de Cornhill               | 1933-2010   | 2005 |                                           |
| 996  | Mary Soames, baronne Soames                          | 1922-2014   | 2005 | plus jeune fille de sir Winston Churchill |
| 997  | Prince Andrew, duc d'York                            | né en 1960  | 2006 |                                           |
| 998  | Prince Edward, comte de Wessex                       | né en 1964  | 2006 | dev. duc d'Édimbourg                      |
| 999  | Richard Luce, baron Luce                             | né en 1936  | 2008 |                                           |
| 1000 | Prince William, duc de Cambridge                     | né en 1982  | 2008 | dev. prince de Galles                     |
| 1001 | Sir Thomas Dunne                                     | 1933-2025   | 2008 |                                           |
| 1002 | Nicholas Phillips, baron Phillips de Worth Matravers | né en 1938  | 2011 |                                           |
| 1003 | Michael Boyce, baron Boyce                           | 1943-2022   | 2011 |                                           |
| 1004 | Graham Stirrup, baron Stirrup                        | né en 1949  | 2013 |                                           |
| 1005 | Eliza Manningham-Buller, baronne Manningham-Buller   | née en 1948 | 2014 |                                           |
| 1006 | Mervyn King, baron King de Lothbury                  | né en 1948  | 2014 |                                           |
| 1007 | Charles Kay-Shuttleworth, 5e baron Shuttleworth      | né en 1948  | 2016 |                                           |
| 1008 | Sir David Brewer                                     | 1940-2023   | 2016 |                                           |
| 1009 | Felipe VI, roi d'Espagne                             | né en 1968  | 2017 | Roi d'Espagne depuis 2014                 |
| 1010 | Lady Mary Fagan                                      | née en 1939 | 2018 |                                           |
| 1011 | Alan Brooke, 3e vicomte Brookeborough                | né en 1952  | 2018 |                                           |
| 1012 | Willem-Alexander, roi des Pays-Bas                   | né en 1967  | 2018 | Roi des Pays-Bas depuis 2013              |
| 1013 | Lady Mary Peters                                     | née en 1939 | 2019 |                                           |
| 1014 | Robert Gascoyne-Cecil, 7e marquis de Salisbury       | né en 1946  | 2019 |                                           |
| L11  | Camilla, duchesse de Cornouailles                    | née en 1947 | 2022 | dev. reine consort                        |
| 1015 | Valerie Amos, baronne Amos                           | née en 1954 | 2022 |                                           |
| 1016 | Sir Tony Blair                                       | né en 1953  | 2022 |                                           |
| 1017 | Catherine Ashton, baronne Ashton d'Upholland         | née en 1956 | 2023 |                                           |
| 1018 | Chris Patten, baron Patten de Barnes                 | né en 1944  | 2023 |                                           |
| L12  | Birgitte, duchesse de Gloucester                     | née en 1946 | 2024 |                                           |
| 1019 | Stuart Peach, baron Peach                            | né en 1956  | 2024 |                                           |
| 1020 | Ajay Kakkar, baron Kakkar                            | né en 1964  | 2024 |                                           |
| 1021 | Andrew Lloyd Webber, baron Lloyd-Webber              | né en 1948  | 2024 |                                           |
| 1022 | Naruhito, empereur du Japon                          | né en 1960  | 2024 | Empereur du Japon depuis 2019             |